# Zastava Automobiles
Zastava (Застава) — з 1953 року сербський виробник автомобілів та вогнепальної зброї. Штаб-квартира розташована в місті Крагуєваць. У 2008 році компанію купує фірма Fiat. У 2009 році компанія припинила виробництво легкових автомобілів. Сьогодні відбувається виробництво вантажних автомобілів вантажним відділенням компанії.

## Завод вогнепальної зброї Topolivnica

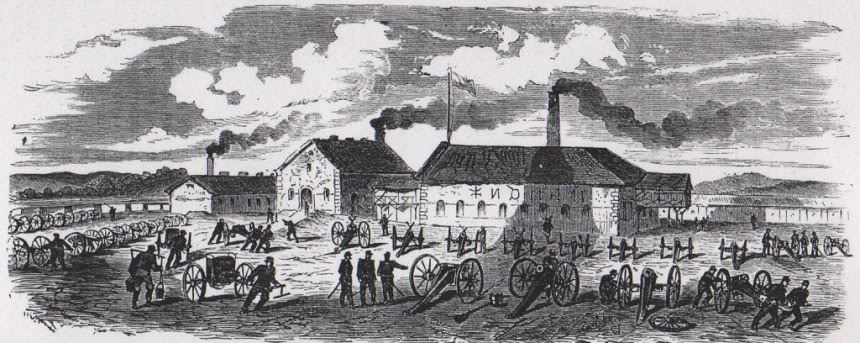
Будівлі заводу Topolivnica

У 1851 році князь Олександр Караджорджевіч вирішив перенести ливарне виробництво з Белграда в Крагуєваць, який розташовувався посеред Князівства Сербського і був його столицею. Зроблено це було для того, щоб зменшити випадки шпигунства з боку Австрії та Туреччини. У жовтні 1853 року в Крагуєваці під керівництвом француза Шарля Луврі на Крагуєвацькому ливарному заводі Topolivnica відлили перші гармати з гербами Сербії. Навесні 1854 року в місті стали з'являтися навчальні та медичні заклади, в яких навчався штат заводу. 1880 року інженер заводу Коста-Кока Міловановіч сконструював ствол з трапецієподібними прогресивними канавками для гвинтівки Маузера, оновлену зброю назвали «гвинтівкою Маузер-Міловановіча». 1884 року завод першим в Сербії отримав електричне освітлення від електрогенератора, закупленого в Німеччині, таким не міг похвалитися навіть королівський двір, так що на відкриття приїхав навіть король Мілан Обренович. Наприкінці століття ливарний завод був перейменований у Vojno Tehnicki Zavod.
У 1915 році під час Першої світової австро-угорські та німецькі війська зайняли Крагуєваць і, демонтувавши все обладнання, вивезли його до Німеччини і на територію сучасної Угорщини. Після Версальського договору Королівству Сербів, хорватів і словенців з боку агресорів була виплачена контрибуція, на яку змогли закупити обладнання для пограбованих заводів. 1919 року завод почав займатися ремонтом фронтових вантажівок. 1935 року «Застава» стала займатися виготовленням карданів і диференціалів для автомобілів марок Faun, Steyr і Praga. 1940 року для югославської королівської армії була виготовлена партія з 250 вантажівок Chevrolet, вантажопідйомністю в 1.5 т. Машини, оснащені 86-сильними шестициліндровими бензиновими двигунами, відрізнялися довгою колісною базою. Кузови для них виготовлялися зусиллями заводу, оскільки у нього вже був досвід побудови кузовів для автобусів, зокрема на шасі Praga.

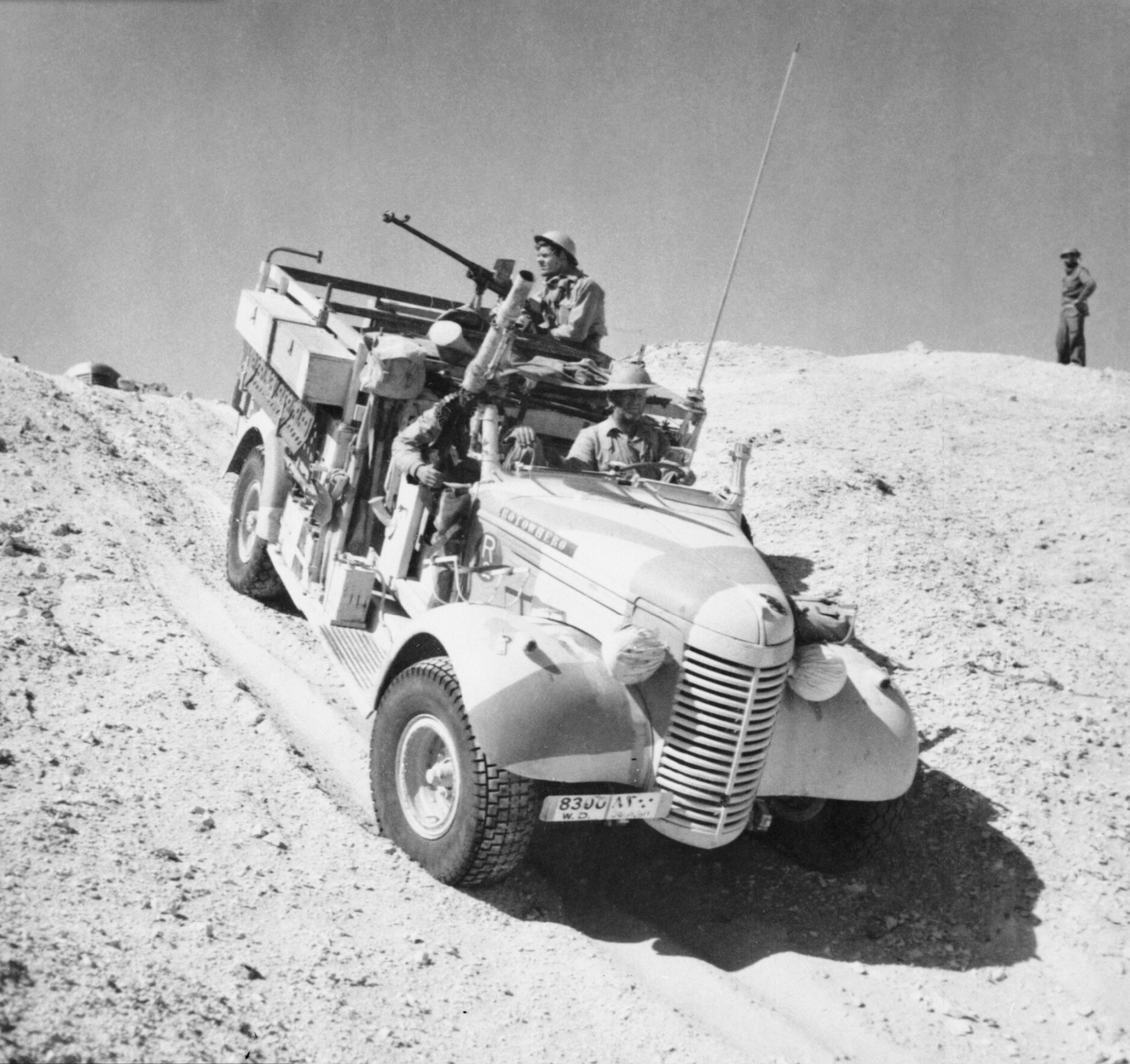
Chevrolet, який збирали на заводі в Крагуєваці

Інша партія з тієї ж кількості збиралася на потужностях заводу в Раковиці. Крім цього, на потужностях заводу намагалися відливати блоки двигунів Dodge. У квітні 1941 року в місто ввійшли німецькі війська, і вчергове все обладнання було вилучено та відправлено до Німеччини.
У жовтні 1944 року місто було звільнене від німецько-фашистських загарбників, а в серпні 1945 року завод перейменували в Vojnotehnički zavod "21. Oktobar", тобто «Військовотехнічний завод імені 21 жовтня» (день, коли звільнили місто). До війни на заводі було близько 12 000 верстатів, до моменту звільнення залишалося 82, причому близько половини з них були несправними. Але, тим не менше, заводу, що відродився, довірили ремонт 40 радянських вантажівок і 300 трофейних німецьких. 1 січня 1946 року завод був перейменований в Crvena Zastava, який зайнявся ремонтом стрілецької зброї для потреб югославської армії.

## Заснування компанії
У 1948 році міністр сільського господарства нСФРЮ Міялко Тодорович Плави попросив свого однокласника, інженера Міодрага Мілоєвіча, провести дослідження на тему можливості виробництва автомобілів на заводі в Крагуєваці. Незабаром звіт був готовий, і Мілоєвіч виступив з доповіддю перед членами компартії, які засудили ідею виробництва автомобілів в колишній столиці Сербії. Засмучений Мілоєвіч повернувся до Словенії, але через п'ять років позиція керівництва змінилася, і на заводах, які тепер називалися Zavodi Crvena Zastava («Заводи червоного прапора»), почалася збірка автомобілів. А поки завод задовольнявся виготовленням причепів для вантажівок та возів для гужового транспорту.

## Початок виробництва автомобілів

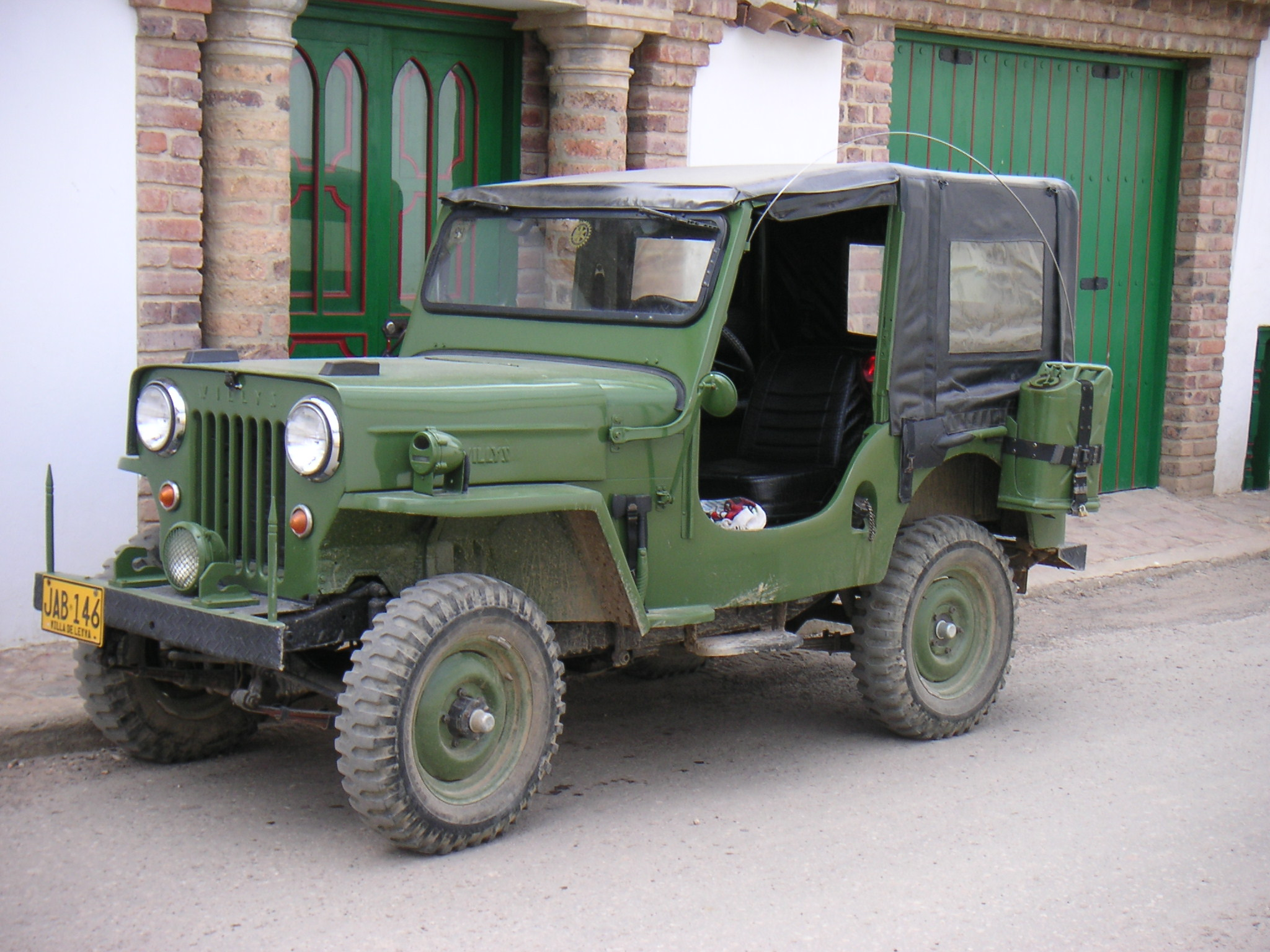
Jeep CJ3B, який збирали на Crvena Zastava за ліцензією Willys-Overland

У 1953 році директором заводу був серб Воїслав Радич, він був в ряду перших югославських партизан. Наприкінці 1943 року Йосип Броз Тіто (який до Першої світової війни працював механіком в фірмах Laurin & Klement і Benz & Cie., а пізніше — випробувачем у фірмі Austro-Daimler) відправив його до Москви за танками, і в 1944 році Радич повернувся в Югославію через Румунію командиром першої танкової бригади. Радич зібрав робочу раду заводу, на якій було вирішено почати збірку автомобілів для потреб армії, вибір припав на американський Willys-Overland. 18 травня 1953 року через США в Югославію вирушає партія з дванадцяти машинокомплектів позашляховиків серії МВ. Однак американці були згодні лише на поставку комплектів, але не бажали інвестувати в будівництво автомобільного заводу, тому після збирання ще 150 автомобілів Радич вирішує розірвати договір з Willys-Overland.
Тим часом Тодорович займається пошуком кадрів для заводу, на все підприємство було всього 15 інженерів. Не дивлячись на післявоєнні важкі роки, місцевий технічний університет випустив аж 850 студентів, яких відразу взяли на завод. У жовтні-листопаді 1953 року державою на чолі з Бошко Коміта і Міле Богосавлевіча організовується пробіг позашляховиків по Югославії, в ході якого повинен був стати вибір партнера. У претендентах були: Renault, Delahaye, Fiat, Alfa Romeo, Rover, Austin і Willys. Військові наполягали, щоб СФРЮ купила ліцензію на Willys або, в крайньому випадку, Delahaye. Однак Тодорович робить ставку на FIAT, їх позашляховик не був найкращим в цій компанії, але італійці попросили найменшу суму за ліцензію.
Почалися переговори з FIAT в середині серпня 1954 року, в ході переговорів Радичу вдається не тільки домовитися про виробництво військових позашляховиків, але і цивільної версії, а також про виробництво легковиків FIAT 1400. Ще FIAT обіцяв допомогти з виробництвом тракторів і вантажівок, в яких у СФРЮ була потреба. У підсумку в Крагуєваці намічається виготовлення легкових автомобілів: позашляховика FIAT AR-51/Campagnola 1101 і седана 1400; в Прибої — вантажних FIAT 615; в Земуні — тракторів FIAT 25K і 25S. А на заводі Dvadesetprvi Maj Belgrad (DMB) в Раковіці, передмісті Белграда, планувалося виготовлення двигунів для всієї цієї техніки, а товариш Радич отримує звання генерала і в нагороду новенький FIAT 1400. Через три місяці починається збірка автомобілів марки Zastava. Не дивлячись на використання кирилиці в сербській мові, назви машин писалися латиницею, це були AR-51, 1100В (Tipo 103) і 1400BJ.

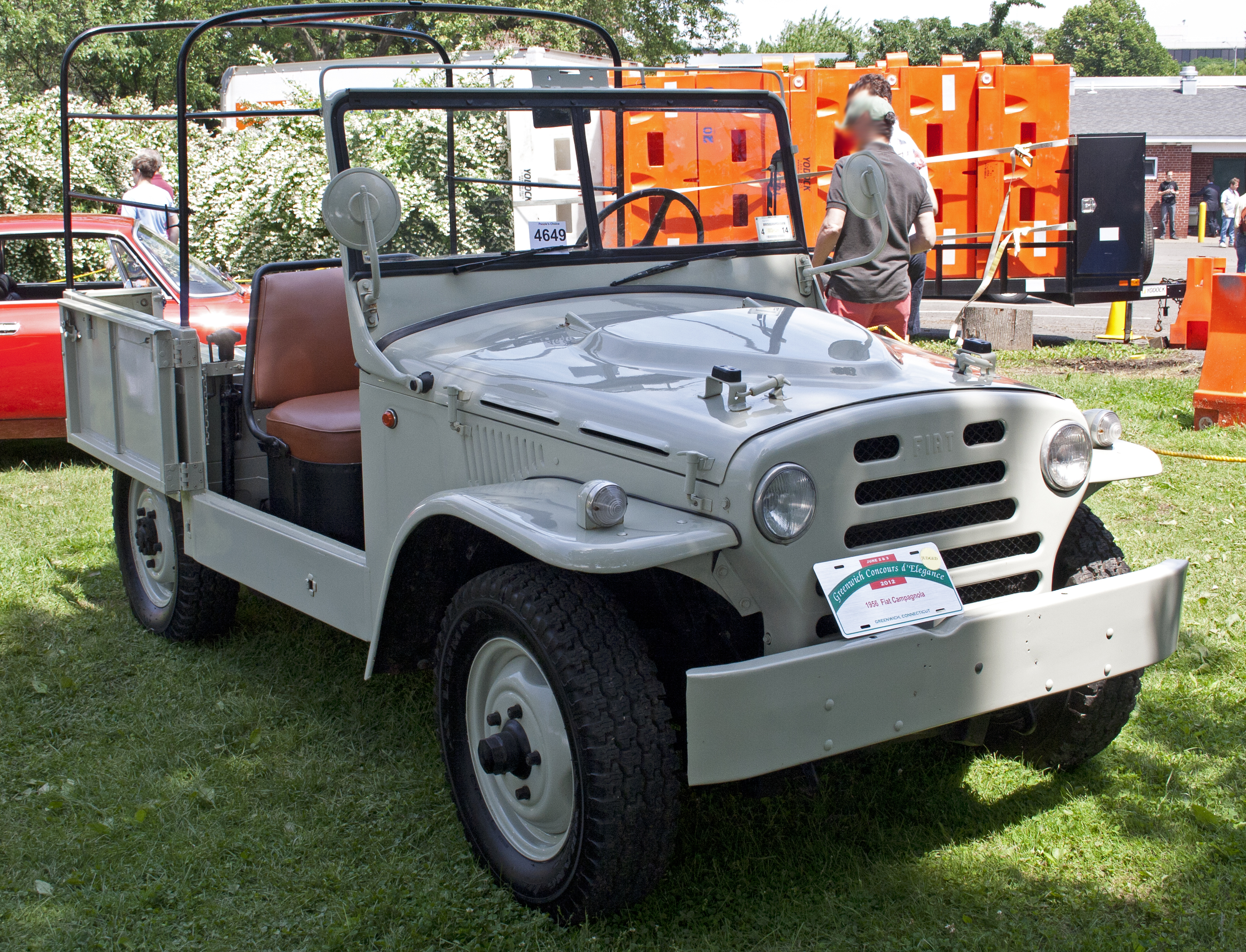
Zastava Campagnola 1101

Всі машини були копіями італійських прабатьків. Так Campagnola 1101 (AR-51) вдавав із себе позашляховик на кшталт американського Willys MB. У січні 1950 року Данте Джакоза зустрівся в Турині з високопоставленим чиновником Військового відомства Італії — генералом Сарольді. Той в приватній бесіді поділився новиною, що транспортний відділ міністерства хоче замінити свої автомобілі FIAT 508CM і 2800M «континентального» типу на штабні повнопривідні автомобілі за подобою американських «Джипів». Джакоза сказав, що вони якраз працюють над повнопривідним автомобілем, шасі FIAT 1400 отримали передню підвіску від довоєнного FIAT 1100, мотор і коробка передач дісталися від FIAT 1900. Джакозі залишалося тільки розробити роздавальну коробку і передній привід. Тим часом політична обстановка в Італії була настільки нестабільною, що не було ніякої гарантії, що військові закуплять нові машини. Тоді паралельно стали розробляти і цивільну версію автомобіля, який проходив під індексом 1100. Саме в цей час в Італії була популярна пісенька Карло Буті — Reginella Campagnola («Реджінелла Каманьйола», що перекладається як «Принцеса-селянка»). Хтось із конструкторського бюро наспівував цю пісню, і тоді Джакоза сказав назвати машину «Селянка», тобто Campagnola. У березні 1950 року був готовий перший прототип, а в серію машина пішла в грудні 1951 року. Військові дали машині індекс AR51, тобто Autovettura da Ricognizione («автомобіль розвідувальний») модельного типу 1951 року, а фермери купували авто як FIAT Campagnola 1101. Обидві вони були оснащені 1.9 л мотором, потужністю 53 к.с., якщо військові версії переважно мали тентований верх, то «селянський» варіант найчастіше купувався з жорстким дахом. Фірма Alfa Romeo трохи раніше «Фіатовцям» представила свій позашляховик AR51 «Matta», що означало «божевільний» (позашляховик забезпечили двовальним двигуном від легкових Alfa Romeo 1900), але прізвисько машина отримала після того, як під час демонстрації здібностей водій-випробувач піднявся на машині по сходах Базиліки святого Франческо в Ассізі і потім спустився вниз. Військові чиновники змусили уніфікувати дизайн обох машин, і міланська машина стала схожа на туринську. Життя аналога від Alfa Romeo було коротким, оскільки ціна його виявилася на 400 000 лір вищою, ніж коштував FIAT AR51. Що стосовно Zastava AR51/Campagnola 1101, то всі комплектуючі поставлялися з Італії, а на самому заводі виконувалася тільки збірка позашляховиків.

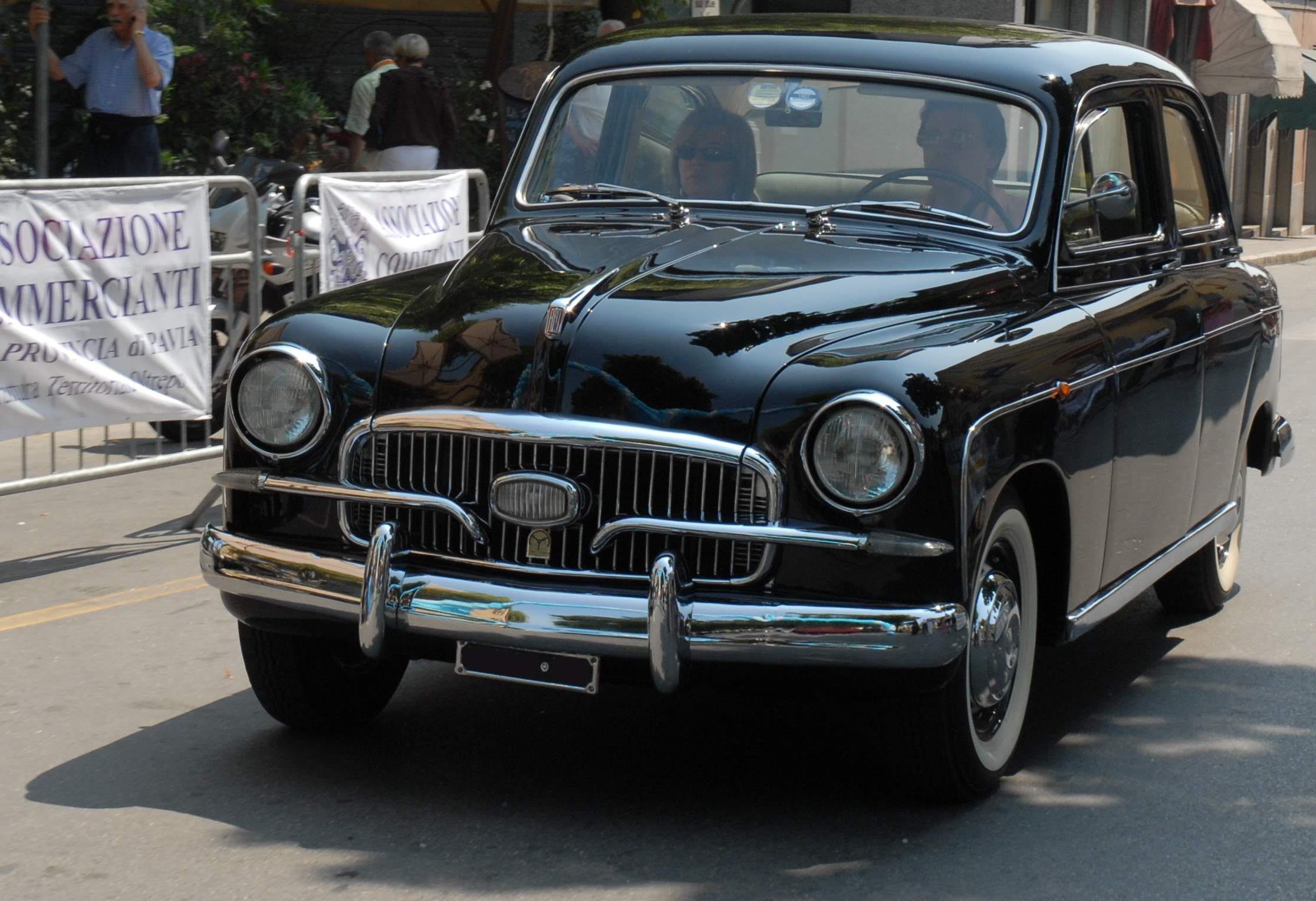
Zastava 1400BJ

Наступною моделлю, яку почали збирати на потужностях заводу, став седан Zastava 1400BJ, під капотом у нього був той же 1.4 л 44-сильний двигун. Модель 1400 з'явилася в сімействі FIAT у 1950 році, її унікальність для фірми полягала в тому, що вона стала першою моделлю італійської компанії з несучим кузовом. Робота над машиною йшла з 1947 року, а допомагали італійцям сконструювати американці з фірми Budd. Американці поставили італійцям і обладнання, яке не було призначене для штампування панелей для несучих кузовів. Але в результаті італійці впоралися, і у них вийшла цілком якісна і хороша машина. 1952 року, поки ще не існувало конкурсу «Автомобіль року», французький журнал «Auto Journal» присудив машині звання кращого європейського автомобіля. Британці теж високо оцінювали цю машину, особливо якість збірки, шумоізоляцію та інші характеристики.

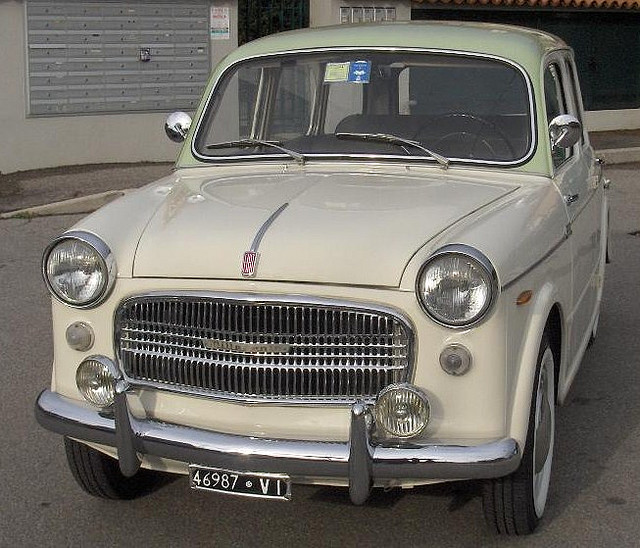
Zastava 1100-103D

Третьою моделлю став малолітражний Zastava 1100B, це була найновіша модель у концерну FIAT, з'явилася вона в квітні 1953 року і прийшла на зміну однойменної моделі. В активі седана були несучий кузов без виступаючих елементів, незалежна передня підвіска, а інші технічні характеристики недалеко пішли від машини середини 1930-х років. Так під капотом у неї був колишній 1.1 л мотор, потужністю 32 к.с., задня підвіска лежала на поздовжніх напівеліптичних ресорах.
Однак це все були занадто дорогі машини, для звичайного жителя Югославії був потрібний більш демократичний автомобіль, і вибір припав на модель FIAT 600D. Виробництво нової моделі було заплановано на серпень 1955 року, до цього часу Радича змінив новий директор — Првослав Ракович, який виявився владним і жорстким керівником. Щоб підприємство було прибутковим, він вирішив скоротити штат працівників з 5500 осіб до 3000, а також він взяв на роботу інженера Стевана Шуїцю. Шуїця мав досвід роботи в європейських компаніях. Порушивши правила дорожнього руху, вирішивши не зупинятися на жест міліціонера, а спробувавши втекти від нього, він в результаті врізався в паркан і потрапив за ґрати. Але Ракович теж був не останньою людиною в СФРЮ, тому одним дзвінком хулігана-професіонала відпустили на свободу.

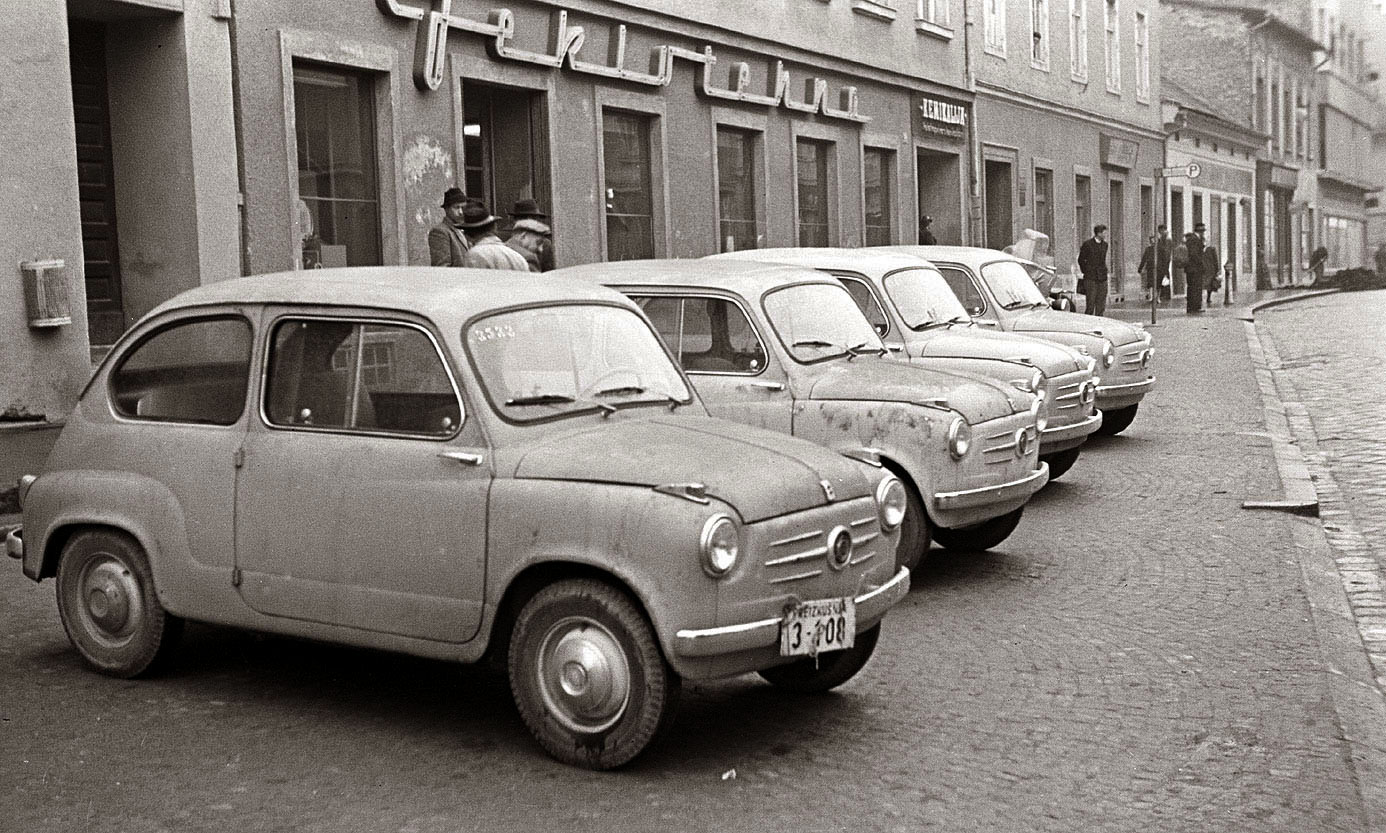
Zastava 600D 1957 року випуску

З серпня 1955 року до жовтня того ж року було побудовано десяток автомобілів з машинокомплектів, які поставлялися з Італії, в жовтні почалося серійне виготовлення малолітражок, які стали називатися Zastava 600. Під капотом «югославки» був точно такий же 633-кубовий мотор, потужністю 16 к.с., яким володів і оригінал, створений Данте Джакозою. Конструкція автомобіля була цікава, барабанні гальмівні механізми мали гідравлічний привід, спереду у машини була підвіска на поперечній ресорі (як на Ford T), яка грала роль стабілізатора. Ззаду була незалежна пружинна підвіска, амортизатори при цьому як спереду, так і ззаду були газовими (хоча в газових амортизаторах теж є масло). Трансмісія була чотириступінчастою, але перша передача не мала синхронізатора.
До 1958 року завод став виготовляти самостійно шасі і кузови на своїх потужностях, а всі двигуни збиралися в Раковіці. Але Ракович був незадоволений тим, що «Црвена Застава» лише здійснює складання автомобілів, а не займалася повним циклом виробництва. Він йде до міністра оборони Івана Гошняка (українця за походженням) і вимагає грошей на будівництво нового повноцінного автомобільного заводу. Але в плані на п'ятирічку не було закладено коштів для побудови заводів і автомобілізацію взагалі, Ракович пообіцяв подати у відставку, якщо його вимоги не виконають, в результаті він домагається свого.

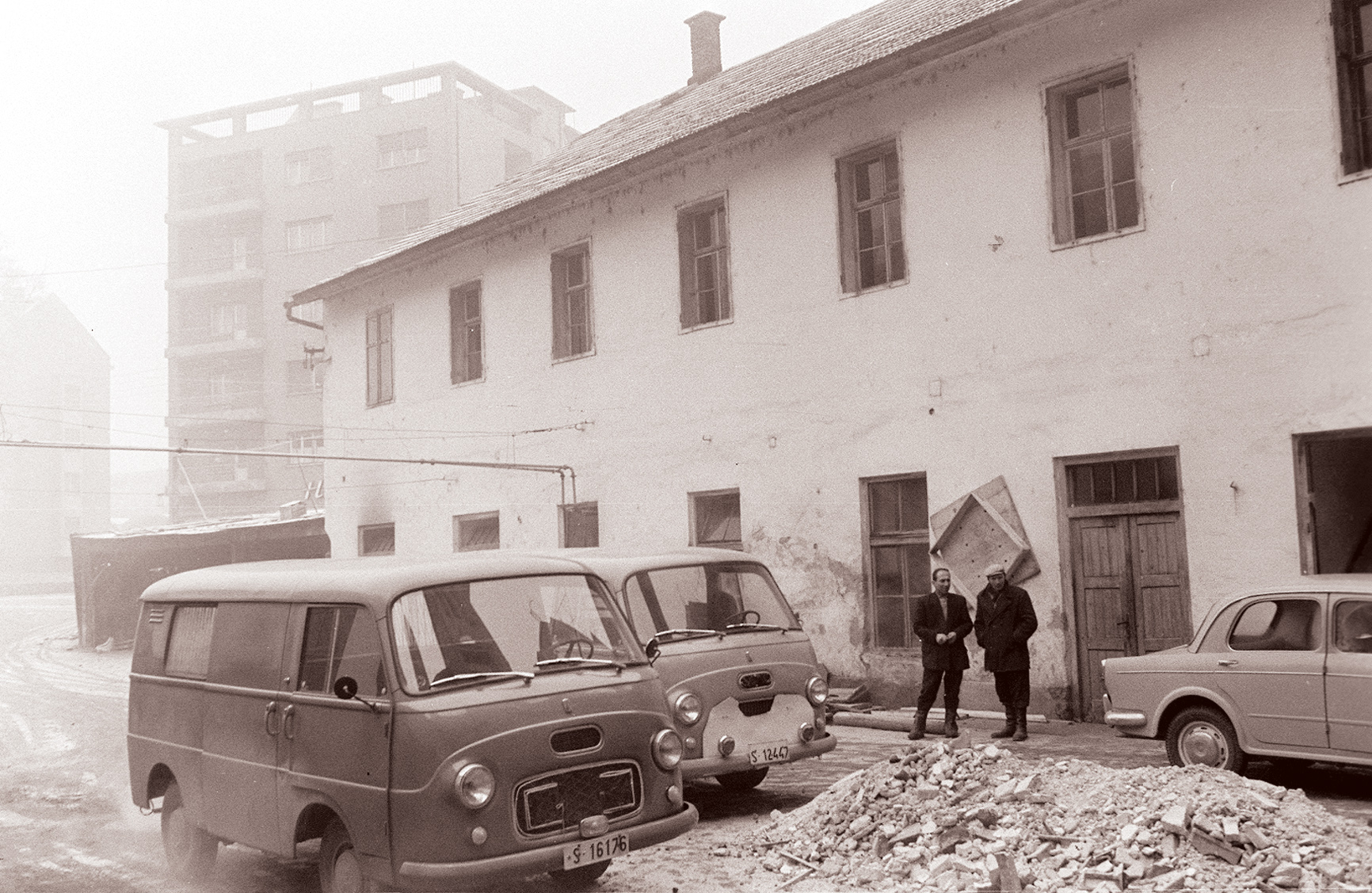
Zastava 1100 TF

У 1959 році на заводі в Крагуєваці починається виробництво фургонів 1100 TF і 1100 T-2, фургони вагонної компоновки були оснащені 1.1 л і 1.2 л двигунами. Перший був потужністю в 45 к.с., другий — 50 к.с., що було більше, ніж у італійських аналогічних моделей. Машина, повною масою до 2.5 т, була здатна брати на борт 1100 кг вантажу, але з такою масою і не дуже потужними моторами виникали труднощі в гористій місцевості, але в цілому це були досить надійні робочі конячки.

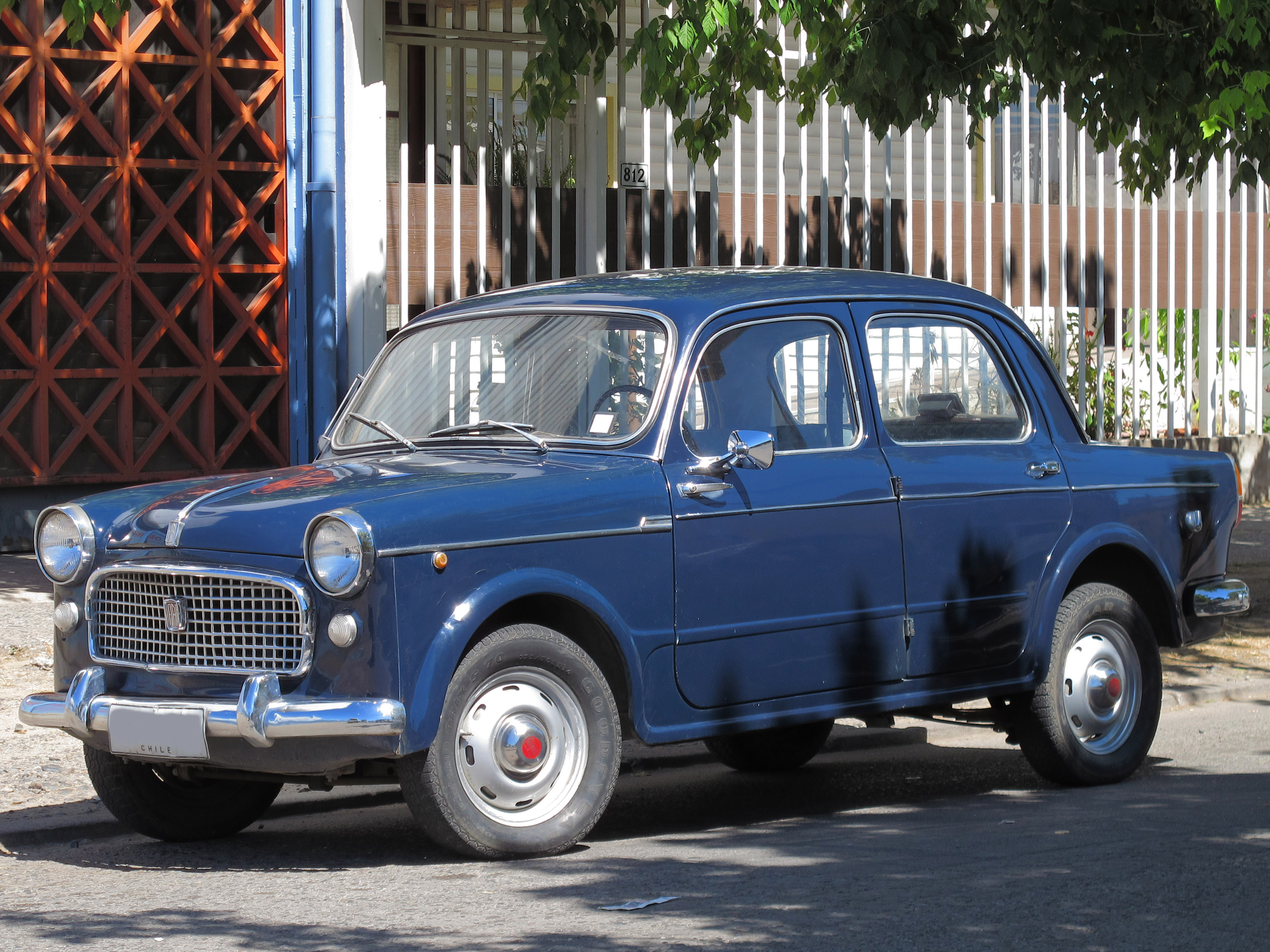
Zastava 1100E

Восени 1960 року модель 1100 оновилася і стала носити індекс 1100E, це був симбіоз нової італійської моделі 1100H, на яку встановили двигун від моделі 1000D, об'ємом 1.1 л і потужністю 48 к.с..
У квітні 1961 року почали випускати нову модель 1300/1500, яку в СФРЮ прозвали «тристач». Автомобіль, як і всі інші FIAT, був спроєктований Джакозою, який любив відпочивати в Югославії. Якщо вдавалося відрядження в цю балканську державу, то він обов'язково вирушав там на полювання, не без начальників заводу. Двигун був створений іншим генієм — Ауреліо Лампреді. У віці 29 років, в 1946 році, Лампреді приходить працювати на Ferrari конструктором-мотористом, до цього він працював в авіаційній компанії Officine Meccaniche Reggiane. 1947 року він залишає фірму через сварки з Джузеппе Буссо і Джоаккіно Коломбо, і переходить на Isotta Fraschini. Однак вже через сім місяців він повертається в Ferrari, оскільки Буссо йде в Alfa Romeo (V6 від Буссо), а Коломбо захоплюється іншими проєктами. Молодий чоловік стає єдиним конструктором-мотористом в фірмі Енцо Феррарі, за його кресленнями і з'являються знамениті V12, які принесли численні перемоги цій фірмі. Енцо Феррарі не був милою і простою у спілкуванні людиною. 1955 року після грандіозного скандалу в будинку Феррарі Лампреді залишає фірму і переходить в FIAT, де пропрацював до 1982 року.

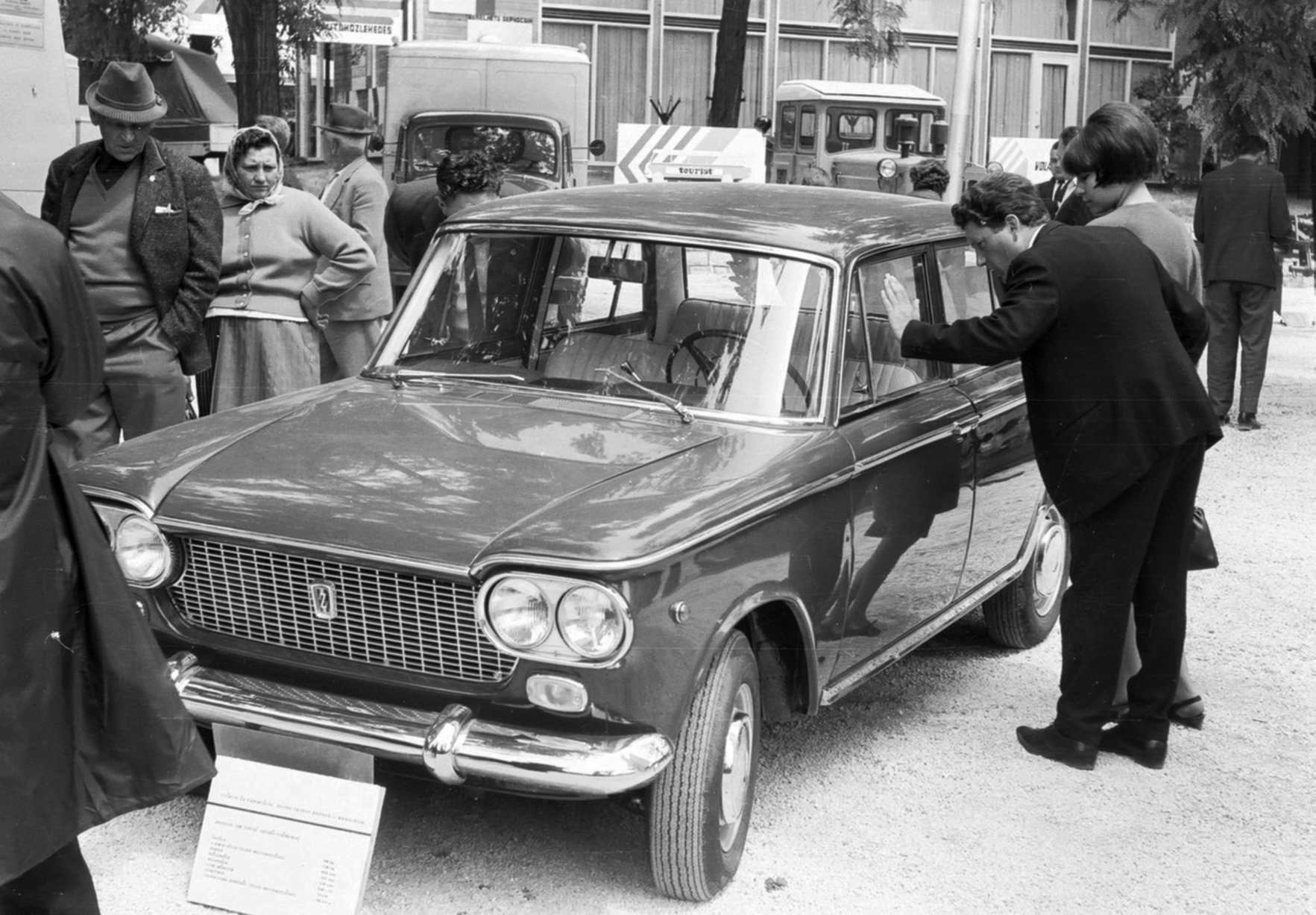
Zastava 1300

Лампреді підготував для цієї моделі два мотори, об'ємом 1.3 і 1.5 л, перший розвивав 65 к.с., другий — 72 к.с.. Автомобіль, в дизайні якого простежуються мотиви Chevrolet Corvair, був оснащений дисковими гальмами на всіх колесах (але до 1964 року у них не було підсилювача), чотириступінчастою синхронізованою коробкою передач, рульова колонка регулювалася по висоті. Італійський автомобіль вважався кращим у своєму класі, навіть в тестах німецького «Auto Motor und Sport» FIAT 1500 не раз обходив свого тевтонського конкурента — BMW 1500 (Typ 115). Югославська версія була ідентична італійській за всіма цими параметрами, в тому числі і за якістю збірки, адже ця машина мала попит у міліції і начальників державних установ.
6 липня 1962 року був зданий в експлуатацію автомобільний завод в Абиссінії, передмісті Крагуєваца, проте Ракович випрошував від міністерства оборони кошти на будівництво заводу з проєктною річною потужністю в 32 000 автомобілів, а на ділі був побудований завод, який міг видавати до 80 000 автомобілів на рік.
У 1964 році мотор моделі 600 був збільшений до 767 см3, в зв'язку з чим було замінено назву виробу, яка стала носити індекс 750, але кличка від цього не змінилася, як звали машину за очі «фічу», так і продовжували називати. За легендою кличку Fićo («Фічо») носив один партизан югославського опору, він був маленького зросту і дуже жвавим, переважно його посилали в розвідку, оскільки він завжди повертався з якими-небудь вістями, так що і маленьку спритну машинку югославський народ назвав на честь героя війни.

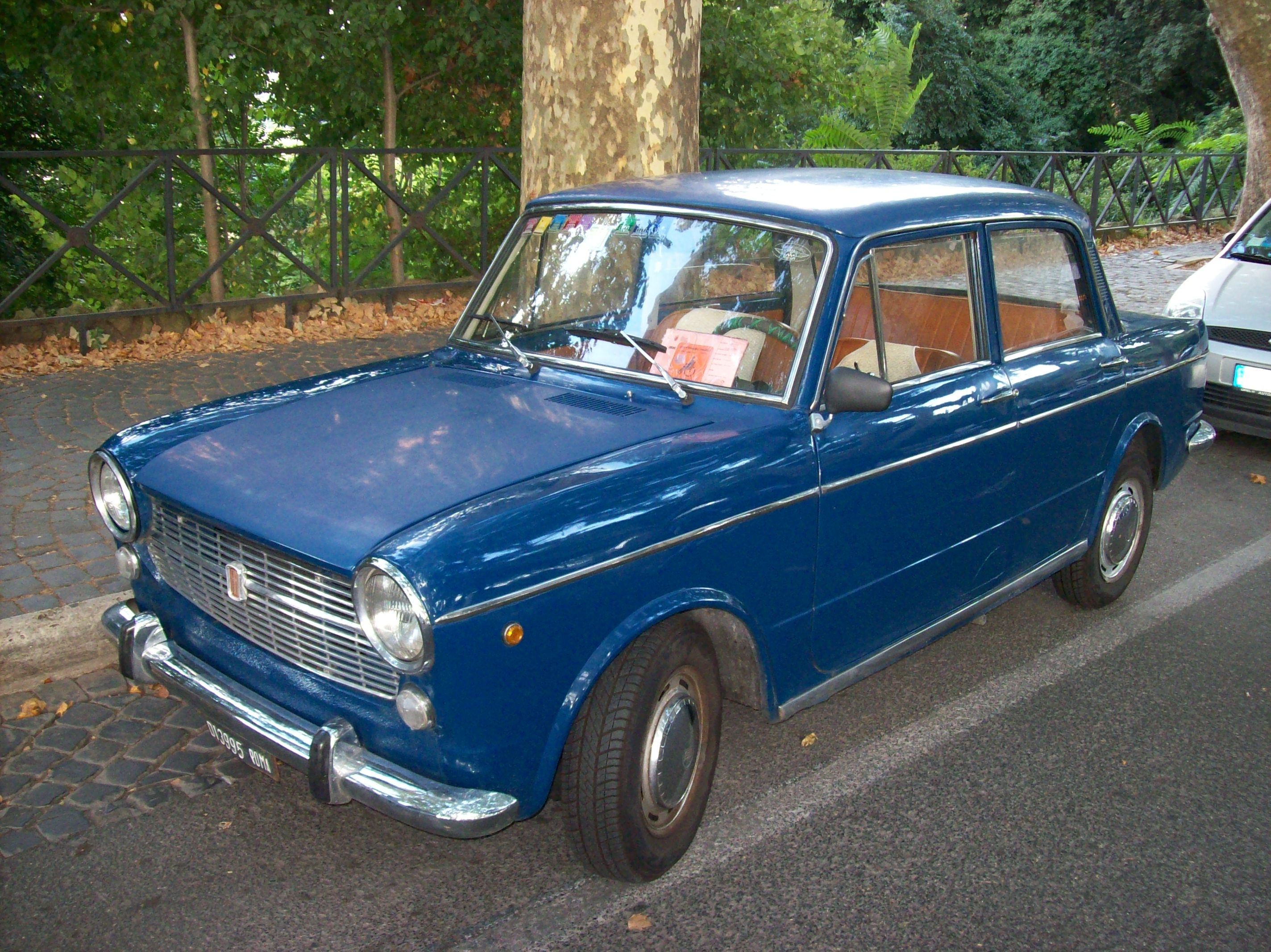
Zastava 1100R

У 1966 році модель 1100 переживає четверте оновлення в Італії, машина отримала індекс 1100R (Rinnovata — «Оновлена»). 1.1 л мотор залишився колишнім, спереду з'явилися дискові гальма, були замінені кардан і піввісь. Зовнішній вигляд також був перероблений, машина отримала довші передні і задні крила, передні двері переважили на передню стійку (спершу вони кріпилися до середньої), ззаду з'явилася кругла оптика, в салоні встановили нову панель приладів.

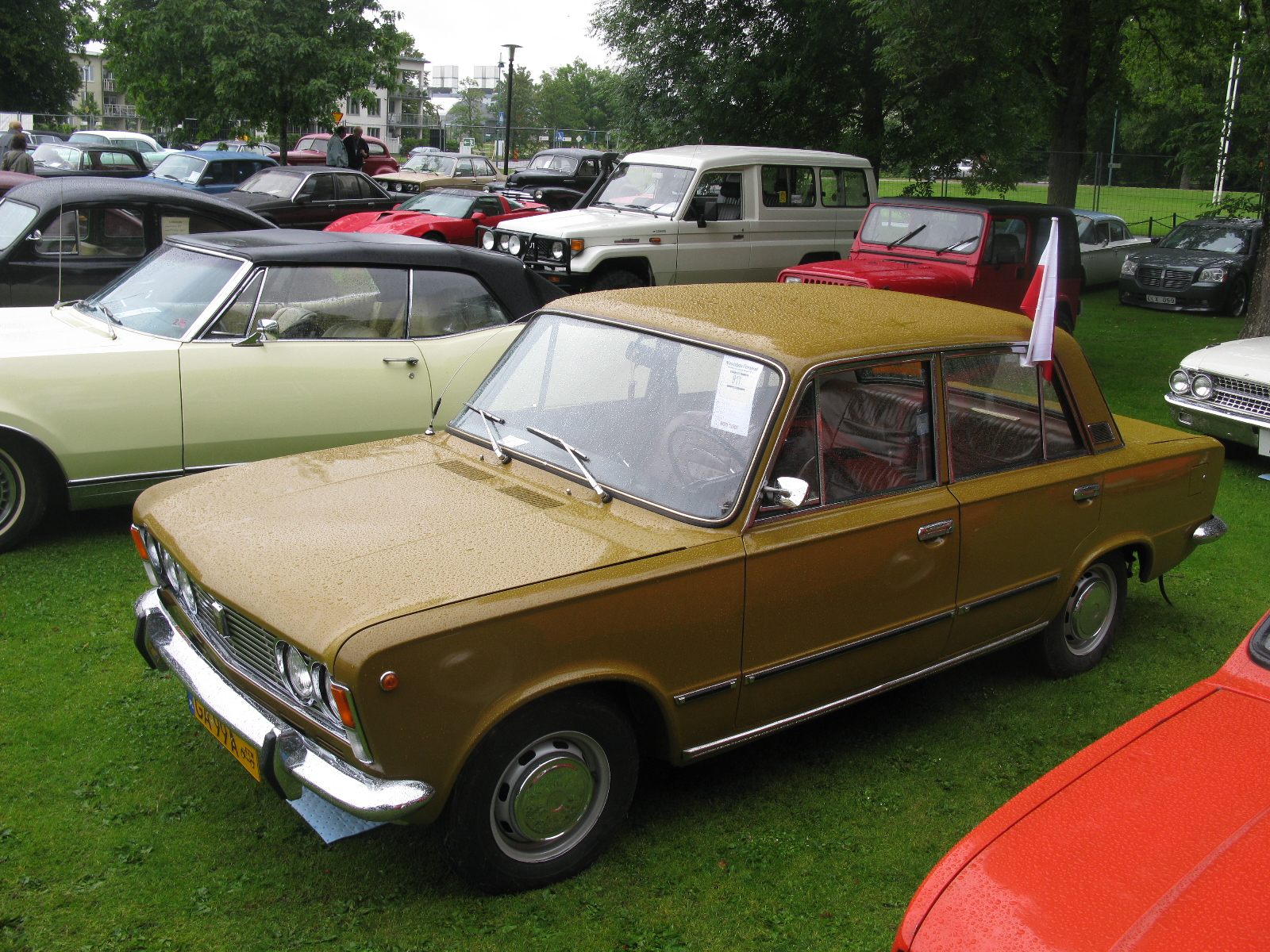
Zastava 125PZ

У 1968 році Zastava і FIAT підписують новий контракт, за яким італійці обіцяли брати участь в майбутніх розробках югославського підприємства. Модель 600 оновлюється, суїцидальні двері змінюються на двері, що відкривалися по ходу руху. У квітні 1968 року в Крагуєваці починається збірка Polski Fiat 125P, який в сербському варіанті називався Zastava 125PZ. 125Р конструктивно був тим же 1300/1500, на ходову і днище якого одягли кузов від італійського FIAT 125, двері у нього були ідентичні дверям від FIAT 124. FIAT 125P був довший від FIAT 124 на вісім сантиметрів, так що польське авто, при уявній зовнішній схожості, був більшим радянського ВАЗ-2101. Polski Fiat 125P і Zastava 125PZ технічно відрізнялися від італійської версії двигунами. Якщо версія, що виготовлялася в Італії, отримала нові двигуни, то польсько-югославський тандем задовольнявся старими моторами, знайомими по FIAT 1300/1500 . При цьому у 125Р були і гідності: бак у неї розташовувався над задньою віссю, а не в задньому крилі, гальмівні дискові механізми були більш надійними. Зовні також були відмінності, у соціалістичних автомобілів були круглі фари, а не квадратні, помаранчеві поворотники спереду та інша задня оптика, бампери і ґрати радіатора були набагато скромніші від італійської версії. Вже в той час соціалістичні автомобілі одягали в імпортні покришки, так, наприклад, югославські машини комплектувалися гумою Continental, а польські — Kleber.
У 1969 році вантажне відділення перейменовується в Fabrike privrednih vozila — Zastava, а випускати воно починає на новому заводі в Сомборі ліцензійну копію продукції італійської фірми O.M.. За договором югослави не тільки самі себе забезпечували агрегатами, а й виготовляли мости для фірми з Брешії. У тому ж році припиняється виробництво моделі 1100R, за три роки було виготовлено трохи менше 5000 примірників. В цей же час югослави продають ліцензію на модель 1300 колумбійцям з фірми Leonidas Lara e Hijos. У Боготу відправляли машинокомлекти. Ліцензію продала Zastava, а не FIAT, оскільки в Італії цю серію припинили випускати ще в 1967 році. 1970 року «фіча» обзаводиться новим 795-кубовим мотором водяного охолодження, ця версія стала називатися Zastava 750M.

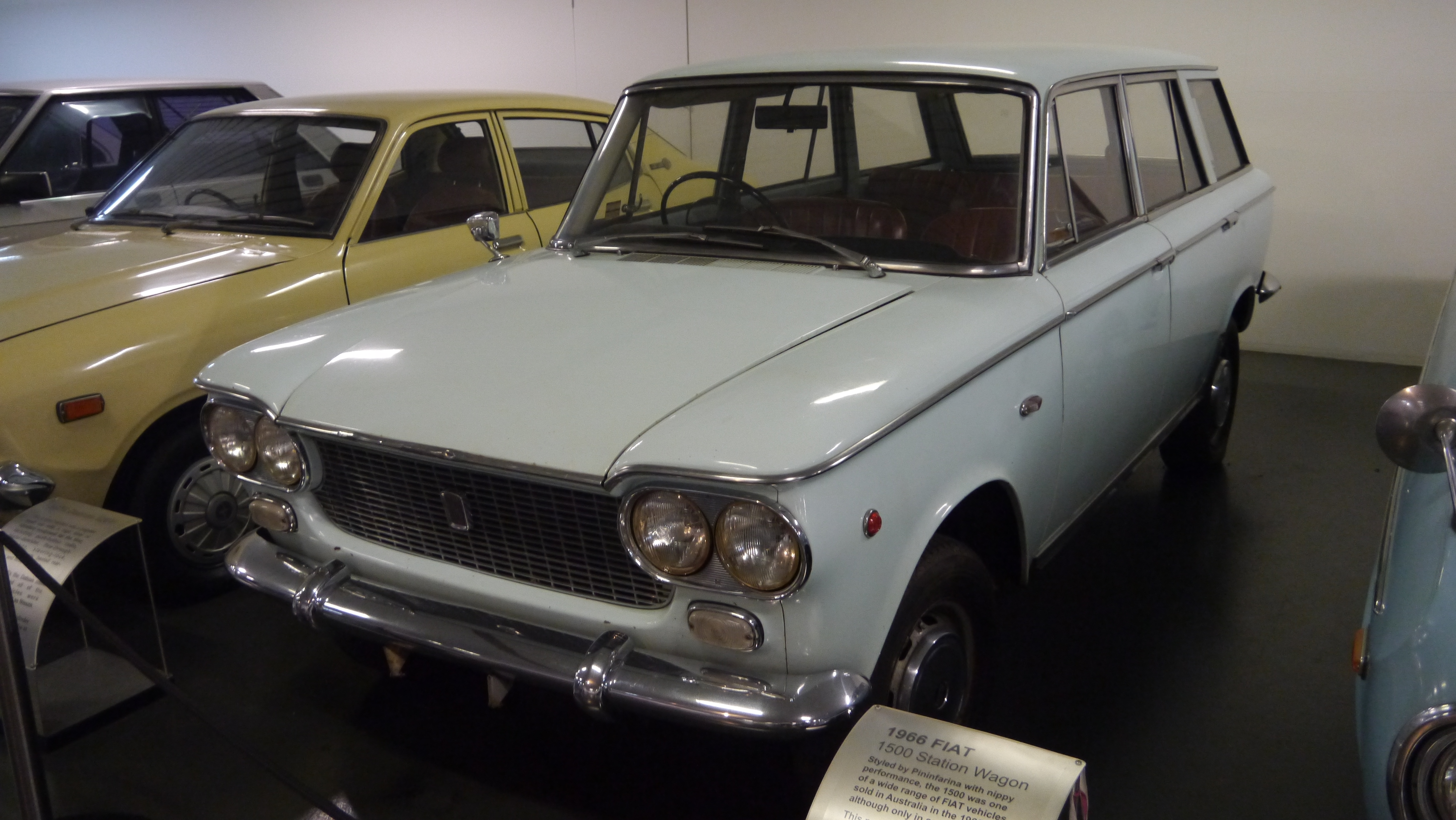
Zastava 1500F

У 1970 році модель 1300/1500, яка вже п'ять років як не випускалася в Італії, обзаводиться кузовом типу універсал. Він не копіював дизайн оригіналу, а отримав задню частину від FIAT 124 Familiare, на базі 1300F/1500F випускалися карети швидкої допомоги, також за досить рідкісними універсалами шикувалися черги зі звичайних покупців.
У травні 1971 року почалося виробництво Zastava 128 (або, як його називали в народі, — «осьміца»), яка була копією FIAT 128, що став автомобілем року в 1968 році. Це був ще один знаковий автомобіль для марки FIAT, полігоном для дослідів на ниві переднього приводу для італійського концерну була марка Autobianchi. FIAT вирішив запустити передньопривідний автомобіль і під своїм ім'ям, ним і став спроєктований Джакозою FIAT 128. В Югославії вже випускалися передньопривідні автомобілі з несучим кузовом, це були Citroen CV2, що збиралися на потужностях CIMOS. Але конструкція цього автомобіля сходила до довоєнних часів, а італійська машина була сучасною і прогресивною. Ще наприкінці 60-х Ракович захотів, щоб з потужностей його заводу сходив більш сучасний автомобіль, італійці хотіли дати йому FIAT 124, але товариш Ракович, якого позаочі називали «залізним», вже знав, що в СРСР планувалося виготовлення аналогічного автомобіля, тому категорично відмовився, щоб в соціалістичних країнах не робити конкурентів один одному. Після довгих сперечань італійці все-таки здалися і дозволили югославам виготовляти досить сучасний автомобіль, а не застарілу конструкцію, як це було з товаришами з Радянського Союзу.

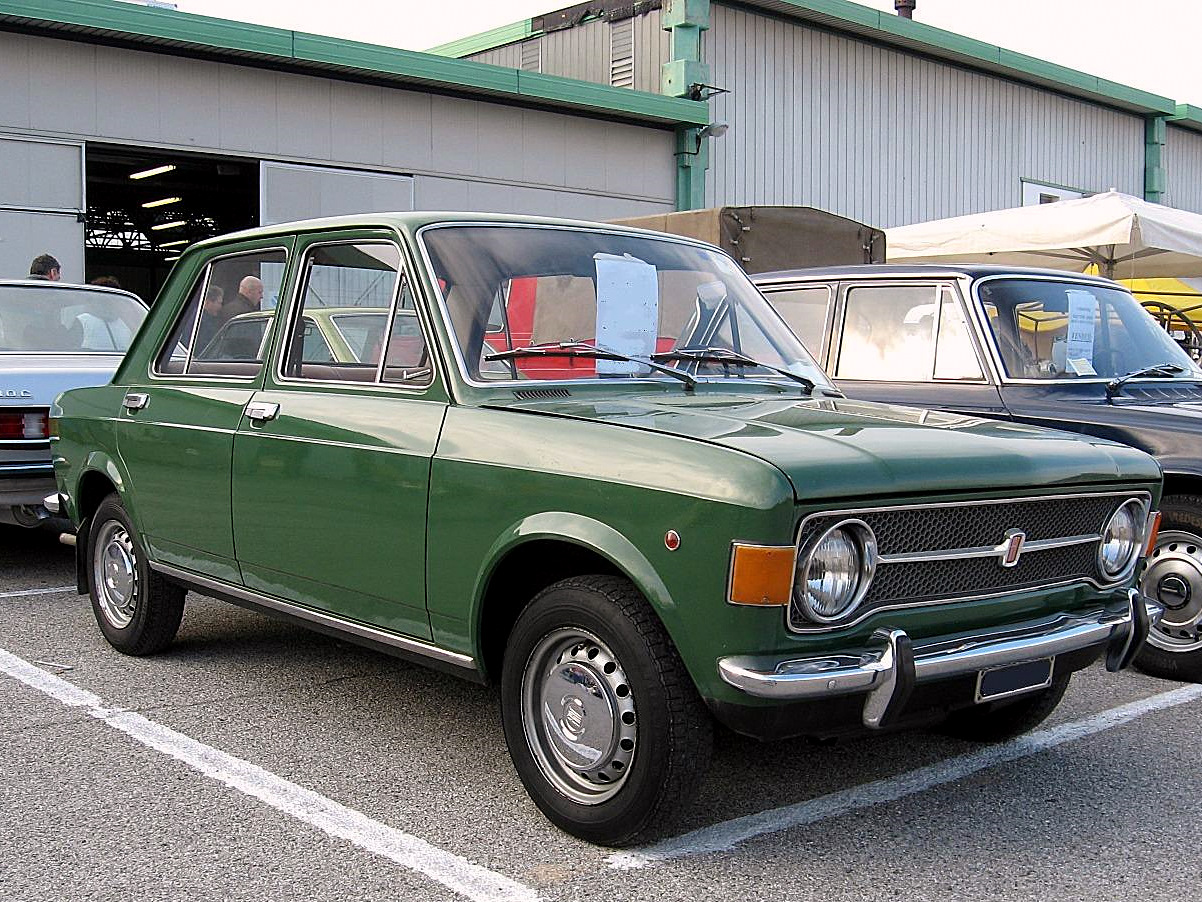
Zastava 128

Переваги нової моделі: підвіска всіх коліс типу «Макферсон» була незалежною, рейкове рульове управління, двигун, встановлений поперечно і спроєктований Лампреді, що мав верхньовальну алюмінієву головку, колишні двигуни мали нижньовальну. Радянські конструктори теж наполягли на верхньовальних моторах, і італійці дали Союзу 1.2 л двигун, який виявився «сирим» по конструкції, самі вони його не стали будувати на своїх підприємствах. Машина з СФРЮ стала оснащуватися 1.1 і 1.3-літровими моторами, потужністю 55 і 65 к.с.. Як привод у системі ГРМ служив зубчастий ремінь, досить свіже тоді рішення (першим його застосувала фірма Hans Glas Gmbh). Але якщо в Італії ця машина випускалася з дво- і чотиридверним кузовом типу седан, а також з кузовом універсал і тарга (а з 1972 року і з кузовом типу купе), то в Сербії збирали тільки чотиридверну версію.

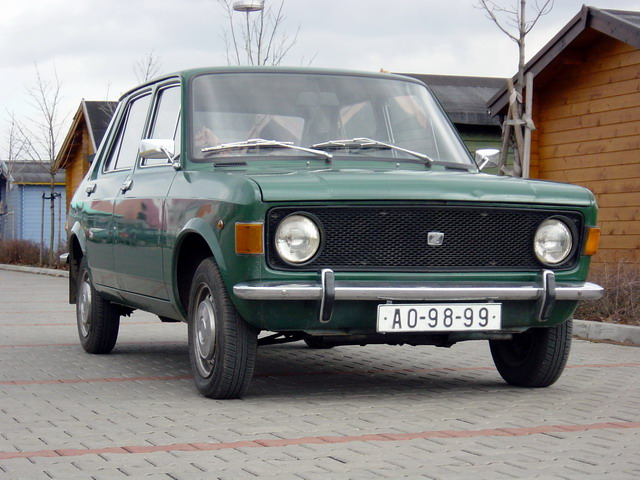
Zastava 101

Менш ніж через півроку з'явилася ще одна модель з кузовом типу хетчбек, який мав п'ять дверей. Ця версія спочатку розроблялася Данте Джакозою для FIAT 128. Але керівництво компанії вирішило, що вистачить новій машині, яка володіла рядом інноваційних рішень, і класичного кузова типу седан, створеного Паоло Боано в стилі моделі 124, а кузов хечтбек в стилі французького Simca 1100 буде вже надлишком. Але Джакоза мріяв створити ще один автомобіль з кузовом типу хетчбек, а тут саме югослави приспіли зі своїми запитами. Тому Джакоза став лобістом інтересів заводу Zastava, і соціалістичний завод отримав не стару, а досить передову конструкцію. Нова модель отримала назву Zastava 101, і технічно нічим не відрізнялася від седана Zastava 128, але, на відміну від седана, ця машина оснащувалася тільки 1.1 л двигуном. Пропонувалася вона в двох комплектаціях: базовій і De Lux, останній відрізнявся червоним дерматиновим салоном і червоним килимовим покриттям, на ручці КПП був логотип у вигляді букви Z, а на панелі приладів був декор під дерево. Зовні їх можна було відрізнити за наявністю в останнього хромованого декору по лінії порогів і даху кузова, а також по чорній решітці радіатора.
У 1970 році Андре Шардоне, який був фанатом продукції концерну FIAT і всього, що було з нею пов'язано, продавав у Франції автомобілі фірми Autobianchi, і вирішує просувати югославські автомобілі у Франції. Однак Zastava прагнула задовольнити потреби внутрішнього ринку, а тільки потім виходити на Захід. До 1973 року переговори поновилися, югослави стали поставляти автомобілі в сусідню Грецію, тепер можна було розширити експортний ринок і за рахунок Франції. Шардоне ставить умову оснастити підлогу автомобіля килимовим покриттям і встановити молдинги з боків кузова, а ще перейменувати модель. Справа в тому, що у фірми Peugeot було запатентовано використання цифри «0» посеред тризначного індексу. Колись МЗМА довелося перейменувати свій «Москвич-408» в Elite через французів. Сама фірма Porsche пішла на поступки і перейменувала свою модель 901 в 911, щоб відв'язатися від шкідливого Peugeot Societe Anonyma. Югослави не захотіли сваритися з Peugeot, тому для реалізації автомобілів за кордоном перейменували модель в Zastava 1100.

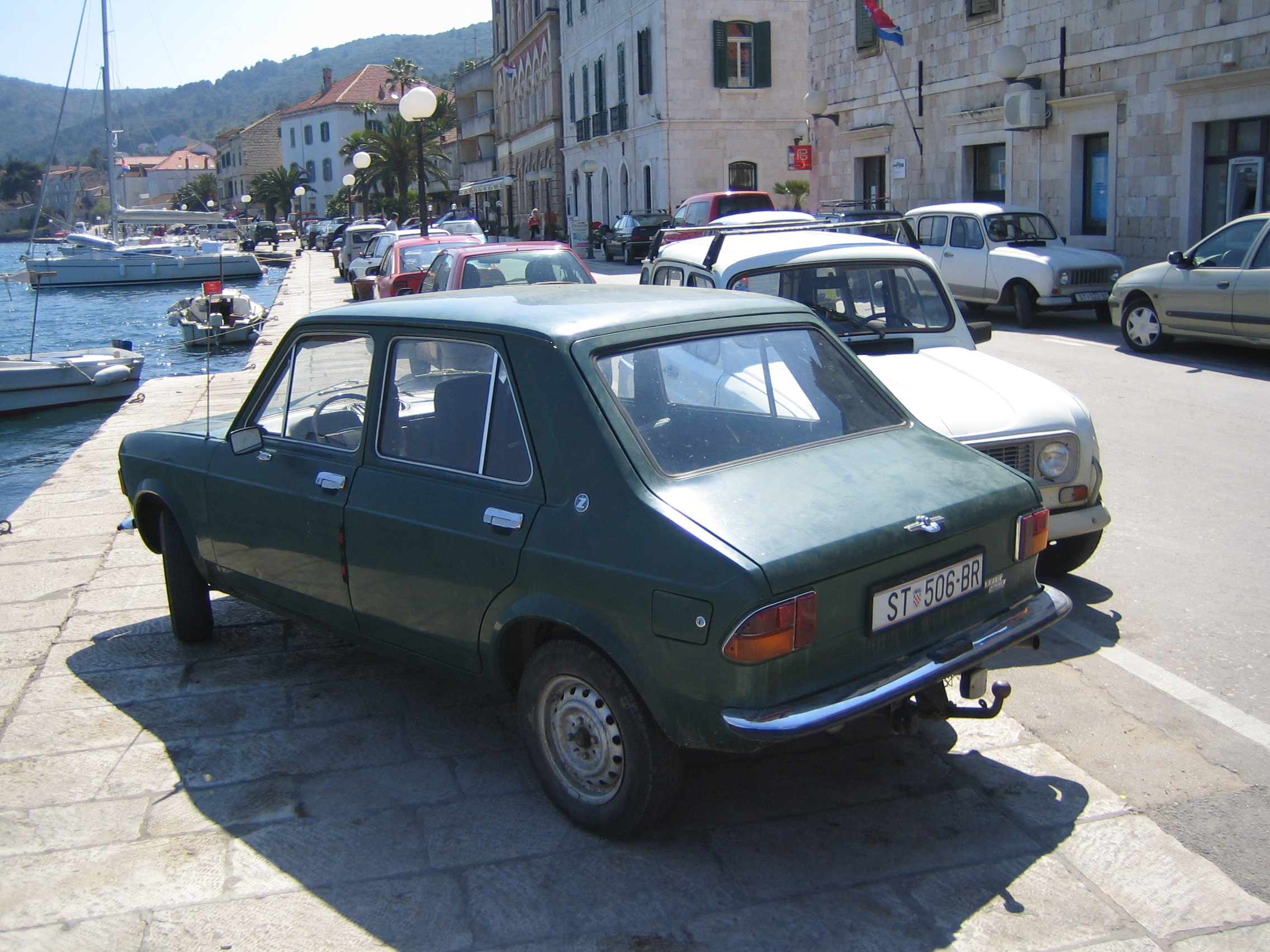
Zastava 101

У 1973 році модель 1300/1500, яка вже п'ять років як не випускалася в Італії, отримує новий тунель підлоги, на нього переїхав важіль КПП, який до цього розташовувався на рульовій колонці. У тому ж році Zastava 125PZ отримує нову решітку радіатора, як і у його польського родича, вона стала пластиковою. Через два роки машини стали оснащуватися новою торпедо, яка стала пластиковою і сучаснішою, оскільки колишня була взята з 1300/1500, також в салоні з'явилося нове кермо, а зовні з'явилися більш сучасні бампери з гумовою захисною смугою. Мотори додали по п'ять к.с. кожен, тобто розвивали тепер 70 і 77 к.с.. У цьому ж році збірка хетчбеків починається в Польщі, ці версії називалися Zastava 1100P. У жовтні 1973 року в ФРН дається старт Tour d 'Europe, учасникам доводилося подолати 14 000 км по різних країнах Європи. Югослави беруть участь в цьому марафоні на Zastava 101, які добиралися до старту своїх ходом, а це ще 3000 км шляху. Всього було відправлено два екіпажі, перший — Йовіца Паліковіч і Бранко Надь, другий складався з Браніміра Періч-Джо і Міленко Царевіца. У марафоні брали участь десятки екіпажів від іменитих фірм типу Renault, Alfa Romeo, Simca, BMW, Audi, Porsche, Opel, були і японці Toyota і Datsun, що недавно з'явилися в Європі. Старт давався в німецькому Ербаху, звідти учасники рухалися до Ганноверу, Травемюнде, звідти поромом до шведського Треллеборгу, потім маршрут пролягав через Скандинавію: Боден-Оулу-Гельсінкі. З Гельсінкі дорога йшла через СРСР, спортсмени переходили кордон в Карелії, звідки дорога йшла через Москву і Київ до Одеси. З Одеси вирушали до Бухареста, потім до Стамбула, з Туреччини марафон вів до Тессалонік і Афін, потім до столиці Югославії — Белграду, звідти на Будапешт-Варшаву і з польської столиці до фінішу в Ганновері. Подолавши за чотирнадцять діб 14 000 км, екіпаж Палковіча-Надя приходить четвертим в загальному заліку і першим у своєму класі, їх напарники по команді Періч-Джо і Царевіц приходять двадцятими в загальному списку і дев'ятими в класі, в якому виступали Zastava. Машини готували гонщики до змагань в неробочий час, переважно ночами, не особливо сподіваючись на перемогу, метою було взагалі дійти до фінішу, адже можливості ентузіастів і великих європейських підприємств були досить різними. Але, тим не менше, на етапах від Стамбула до Кракова Паліковіч мчав на маленькій машині швидше Райнера Альтенхаймера і Ханса Штюка, що виступали на Porsche 911.
У цьому марафоні брали участь і радянські гонщики на ВАЗ: Кастідіс Гірдаускас, Валентин Кислих (екіпаж прийшов п'ятим в загальному заліку), Борис Санюк, Улдіс Мадревітс, Віктор Кулюкін, Станіслав Яковлєв, Геннадій Іванов, Вадим Єгоров, Юрій Козлов і Віктор Ільїн. На «Москвичах» взяли участь: Володимир Бубнов, Анатолій Печонкін, Стасис Брундза, Андріс Калнайс, Яків Агішев, Михайло Титов, Арнольд Дамбіс, Андріс Свінгевіч, Микола Кирпічников і Олександр Сафонов. У Радянського Союзу було більше шансів завоювати нагороди, ніж у югославів: десять екіпажів проти двох. 1974 року в цих змаганнях взяло участь вже три югославських екіпажі, і знову Палковіч посів перше місце в своєму класі, а в загальному заліку першим прийшов екіпаж Стасіса Брундза-Олександра Карамишева.

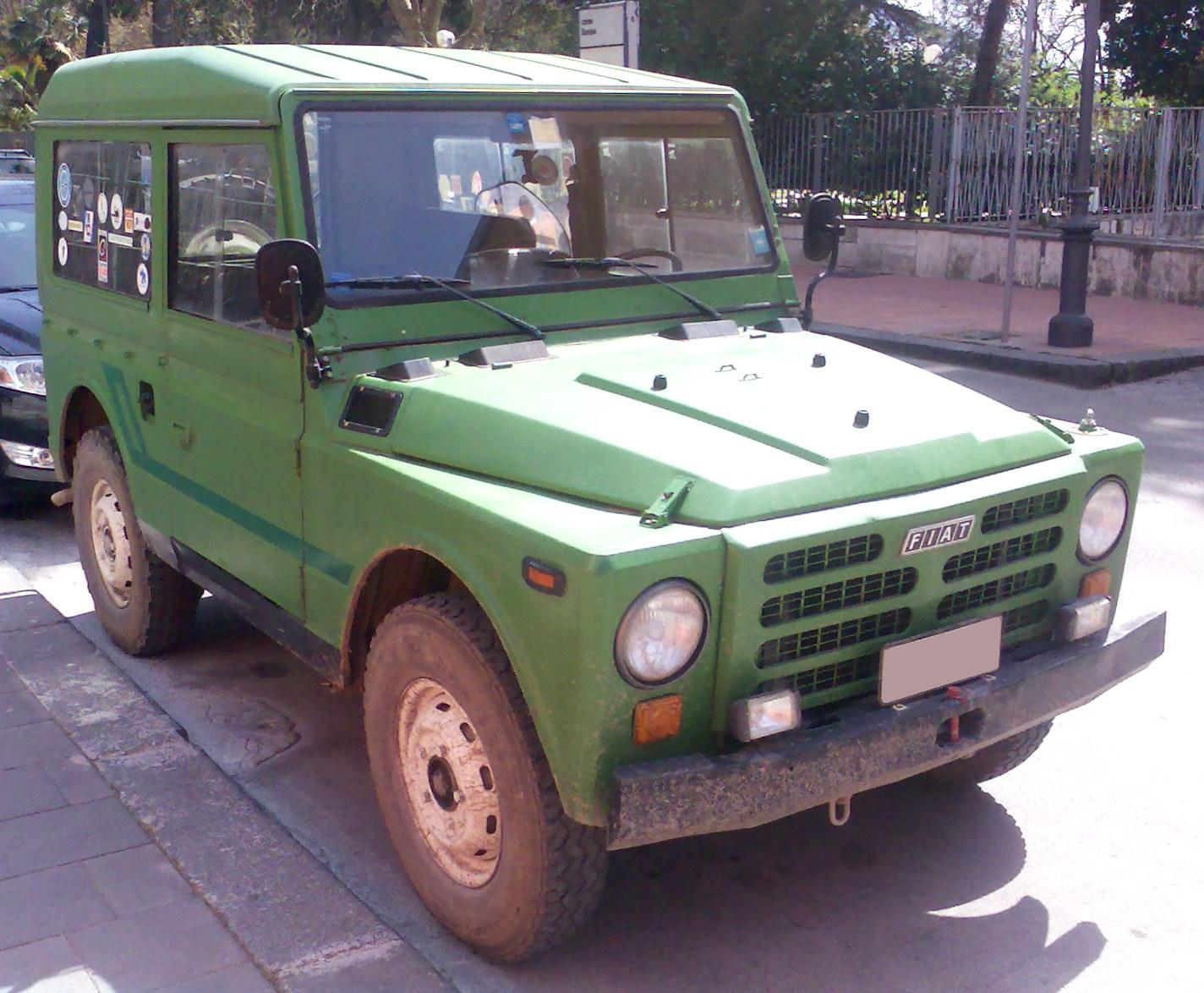
FIAT-Zastava 1107JD

У 1974 році на автосалоні, що проходив в Белграді, була продемонстрована нова модель позашляховика AR76/Campagnola 1107, це була світова прем'єра. Автомобіль отримав несучий кузов, відмова від рами дозволила збільшити дорожній просвіт (до 33 см), підвіска всіх коліс стала незалежною і на торсіонах. Кут передньої атаки у такої машини дорівнював 45°, кут з'їзду — 46°, кут бокового нахилу — 35°, а максимальний градієнт, по якому машина могла забратися, — 56°. Під капотом у машини прописався дволітровий мотор від FIAT 131, потужністю 80 к.с., який пізніше модернізували, встановивши замість ременя ГРМ ланцюговий привід. 1976 року ця машина стала збиратися і в Югославії під індексом Zastava 1107JD. Одна з машин Fiat AR-76 була перероблена в папамобіль і подарована в 1980 році Івану Павлу Другому, і саме перебуваючи в ній на нього було скоєно замах в Туреччині під час його візиту до цієї країни в 1981 році.

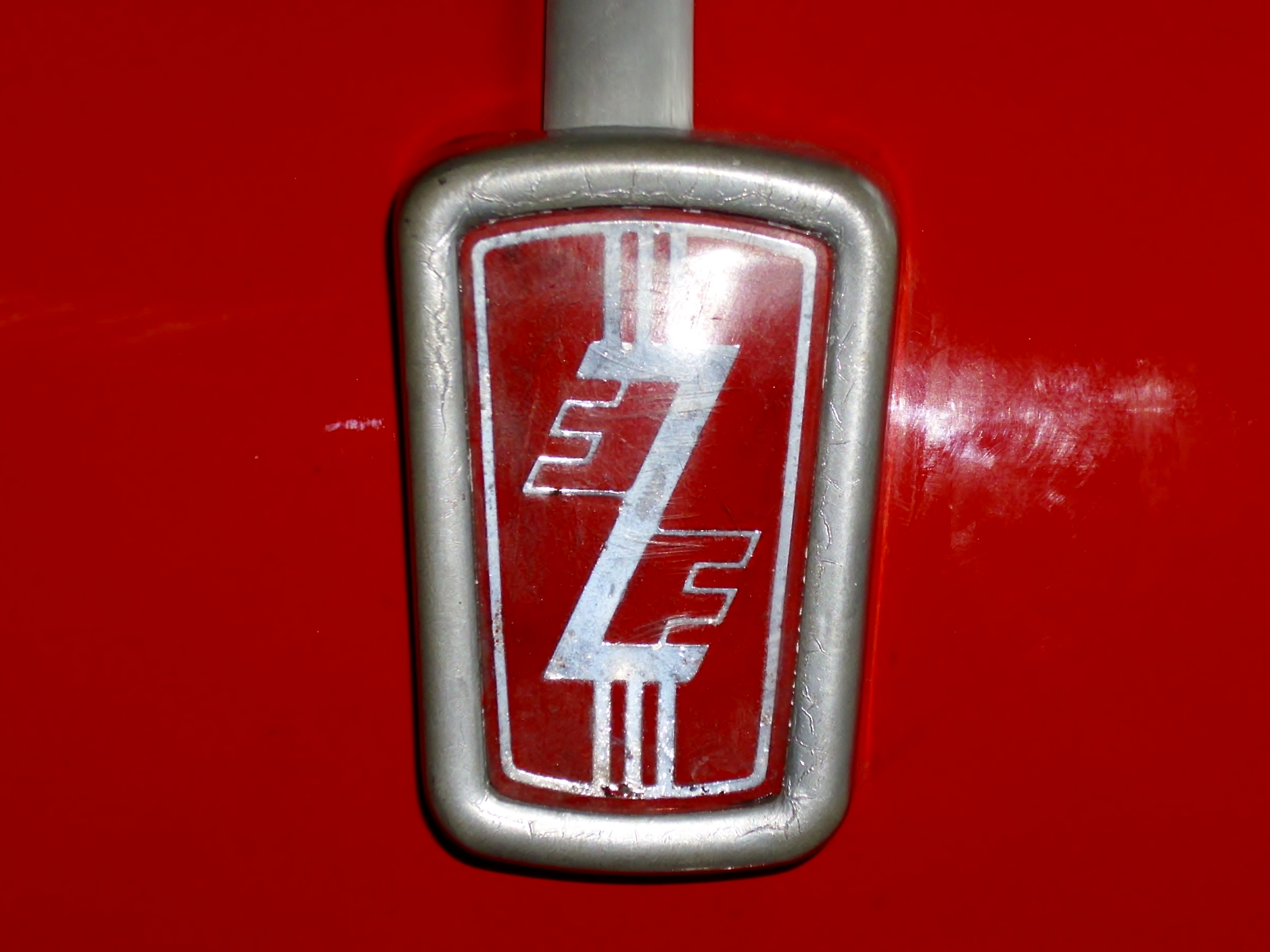
Логотип Zastava

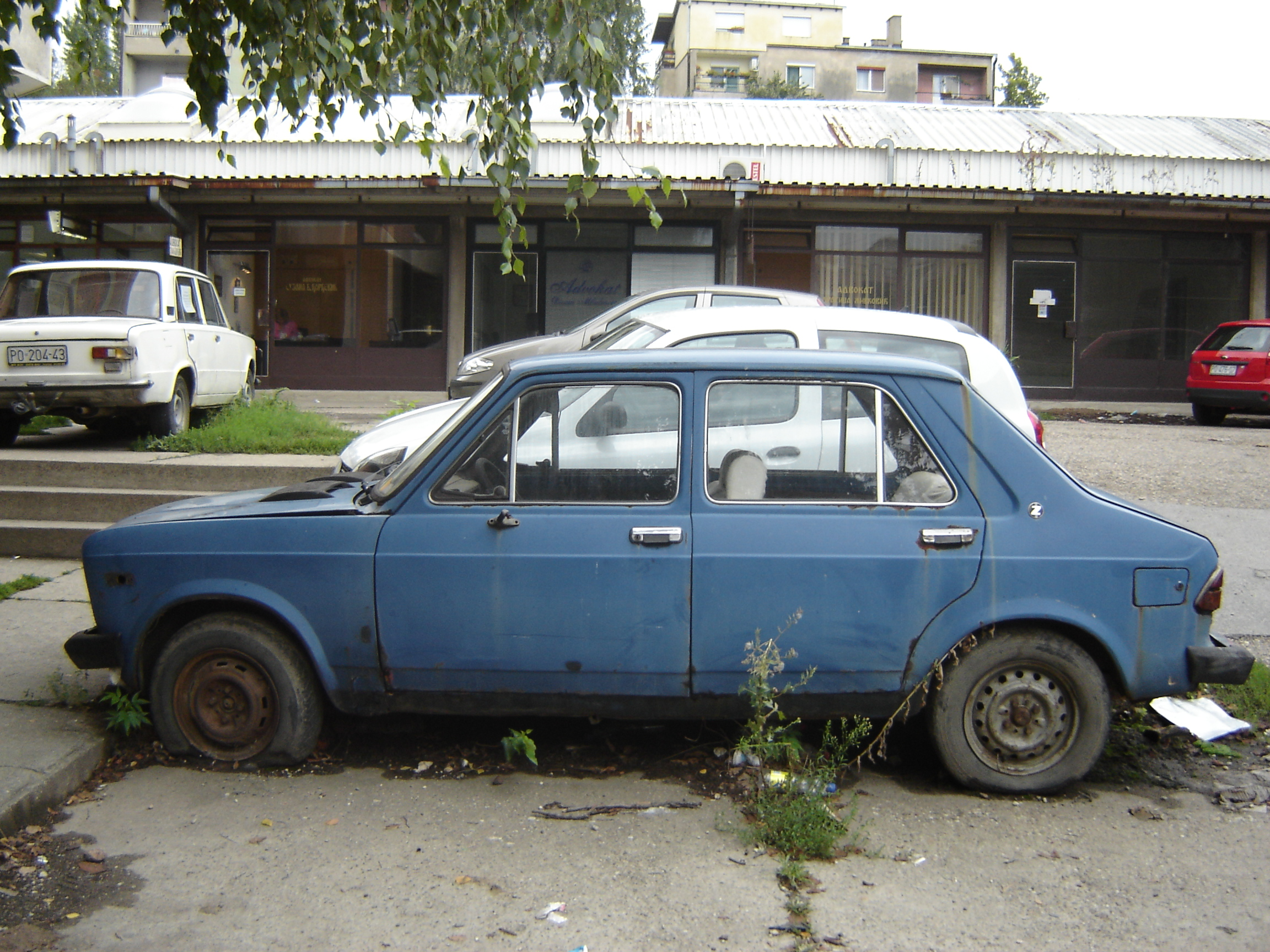
Zastava 101

У 1975 році з Крагуєвацу до Кіліманджаро вирушає п'ять екіпажів на Zastava 101, дорога пролягала через Грецію, Єгипет, Судан, Кенію, Уганду, Танзанію, на дорогу пішло близько 45 днів. Драган Дракуліч — начальник збуту заводу, вирішив таким чином прорекламувати надійність автомобілів, які випускало його підприємство. Команда складалася з Бадіміра Періч-Джо, який був керівником пробігу, Гінкго Мілінковіца — його заступника, Мілана Ракочевіча, також одного з організаторів експедиції, Слободана Ніколіч і Міодрага Барлова — механіків Zastava, а також журналістів Йоза Влаховіча, Братислав Грбіца (оператор), Бранко Балетіча, Душани Секуліці, Міолюба Елісавлевіц (фоторепортер) і Богдана Схецклера (лікаря експедиції). І реклама подіяла, через кілька років розпочався продаж автомобілів марки Zastava в північноафриканських країнах, а незабаром почалося їх складання на підприємстві El Nasr.

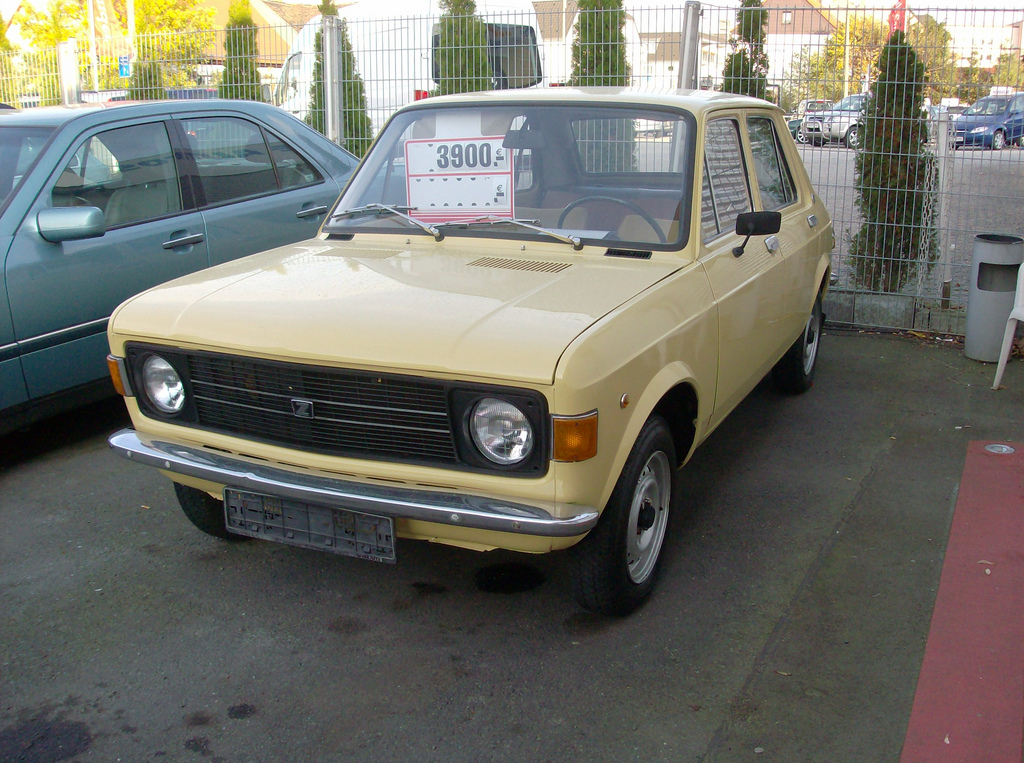
Zastava 101L

У 1976 році у 101/1100 комплектація De Luxe перейменувалася в L. Оновлена версія отримує нові бампери з гумовою вертикальною вставкою на іклах, нову решітку радіатора з двома хромованими горизонтальними смужками, в салоні з'являються нові сидіння, які можна було опустити вниз, термометр охолоджуючої рідини, який замінив сигнальну лампочку температури охолоджуючої рідини, і електричний омивач лобового скла. Технічні зміни торкнулися 1.1-літрового двигуна, який отримує більш потужні, збільшені в діаметрі розподільний вал і гальма, які обзавелися підсилювачем. Топова модель 1300/1500 отримує нові передні сидіння з підголовниками, бампери також були оновлені, їх запозичили у 125Р.
Нова модель Zastava 102 була спроєктована до 1978 року, а найперший екземпляр, побудований вручну, був подарований товаришеві Йосипу Броз Тіто. Автомобіль був побудований на базі FIAT 127 і оснащувався його 903-кубовим мотором, потужністю 45 к.с.. Цього разу автомобіль не копіював серійну продукцію фірми FIAT, а мав власний дизайн кузова, спроєктований в Турині, який був більше схожий на VW Golf. На ділі ця машина під назвою FIAT 144 повинна була замінити в Італії FIAT 127, але Вітторіо Гіделла, в той час генеральний директор фірми FIAT, не побачивши нічого інноваційного в цій машині, ставить на проєкті хрест. Однак проєкт не полетів у смітник, а його запропонували своїм югославським партнерам, які погодилися на цю пропозицію. Італійці пізніше сконструювали замість 127 модель Uno, яка залишила свій слід в історії фірми.

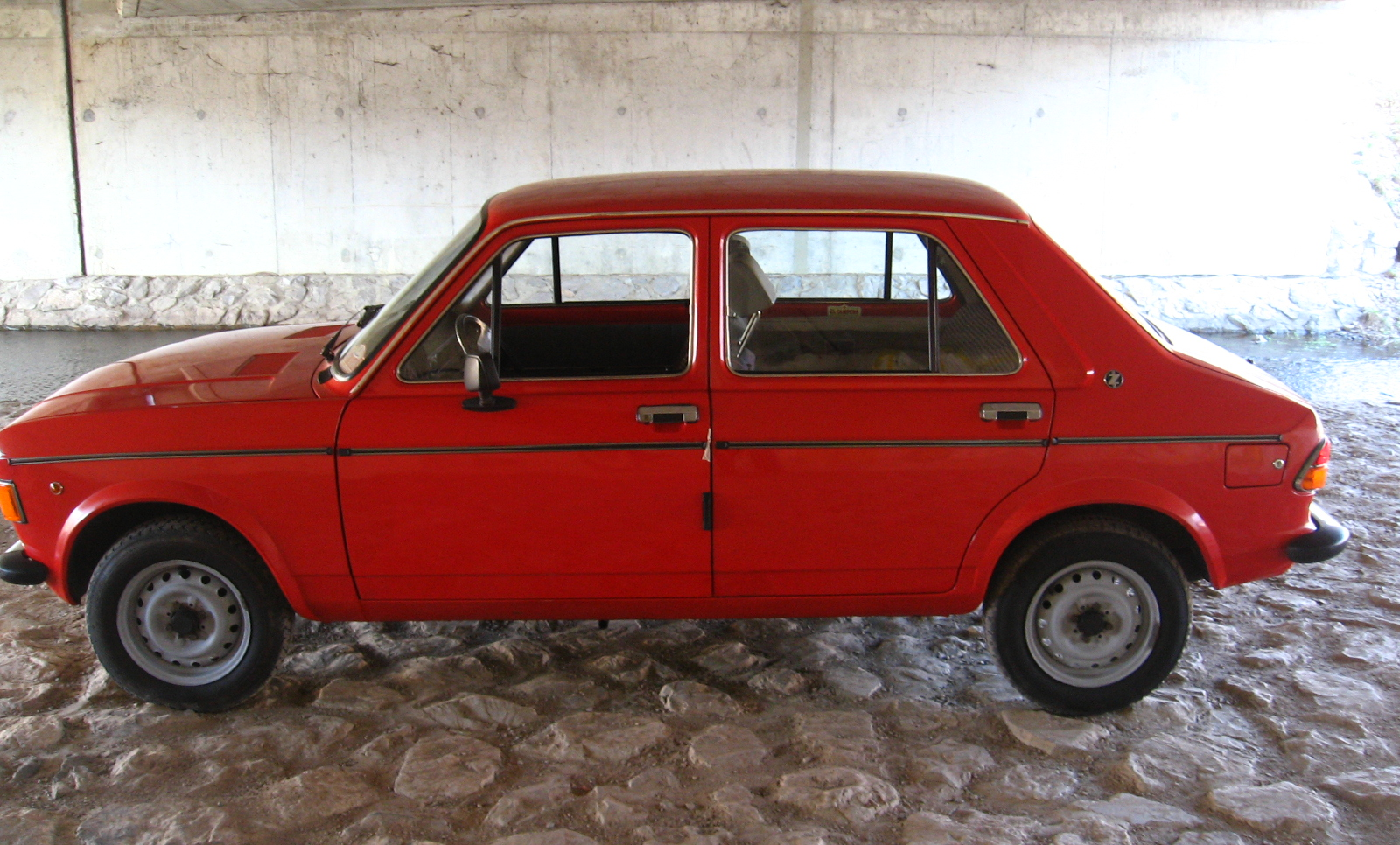
Zastava 101 Confort

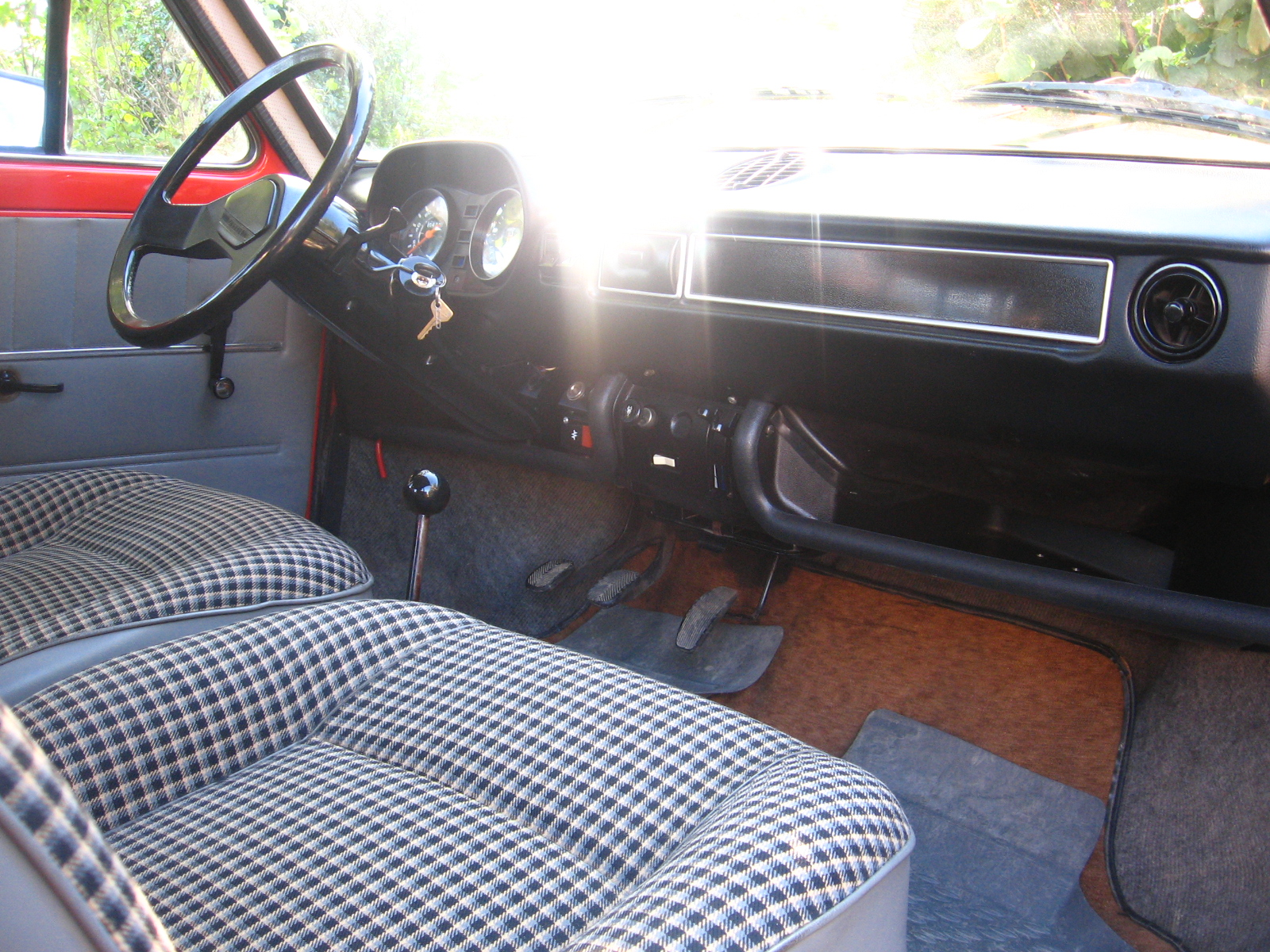
Салон Zastava 101 Confort

У 1979 році модель 750 піддається модернізації, вона отримує панель приладів з тахометром від FIAT 126, від неї ж дістається нове кермо, мотор тепер розвивав 22 кВт, називалася така версія Zastava 750S. Тоді ж оновлюється модель 101, яка отримує цілу низку варіантів: Konfort, Special, Super (на деяких ринках SC — Super Confort) і Mediteran. Всі версії, крім останньої, яка мала троє дверей, отримують квадратну оптику і нові ґрати радіатора, але всі версії обзаводяться новим бампером з чорними гумовими накладками по краях. У салоні з'являється нове кермо, сидіння з підголівниками і обігрів заднього скла, у моделі Special і Super були сидіння спортивного вигляду з інтегрованими підголівниками, Super обзаводиться додатковим блоком показників, на якому був розташований тахометр і манометр, тиск мастила і термометр охолоджуючої рідини, а також спортивним кермом Luisi. Зовні Super можна було відрізнити за легкосплавними колесами Abarth Cromodora CD57. Нарешті модель 101 обзаводиться і 1.3 л двигуном від моделі 128, Konfort і Mediteran випускалися з 1.1 і 1.3 л моторами; Super комплектувався тільки 1.1-літровим, який отримав два карбюратори, завдяки чому потужність піднялася до 65 к.с.; Special — винятковою 1.3 л двигунами, також з двома карбюраторами і потужністю 73 к.с., у Франції ця версія називалася Nogaro.
Про тридверну версію Mediteran ходить байка: довідавшись про те, що в Болгарії машина коштувала та третину дешевше, ніж її могли купити працівники заводу, останні вирішують помститися болгарам і близько 2000 машин вирушило до Софії з сидіннями від п'ятидверної версії, тобто на задні сидіння не можна було потрапити. 20 грудня 1979 року на спокій йде Zastava 1300, яка після закінчення виробництва була визнана кращою машиною заводу. Цю машину, що розійшлася тиражем в 201 000 штук, стали називати югославським «Мерседесом» (Jugoslovenski Mercedes), до яких у товариша Тіто була особлива любов.

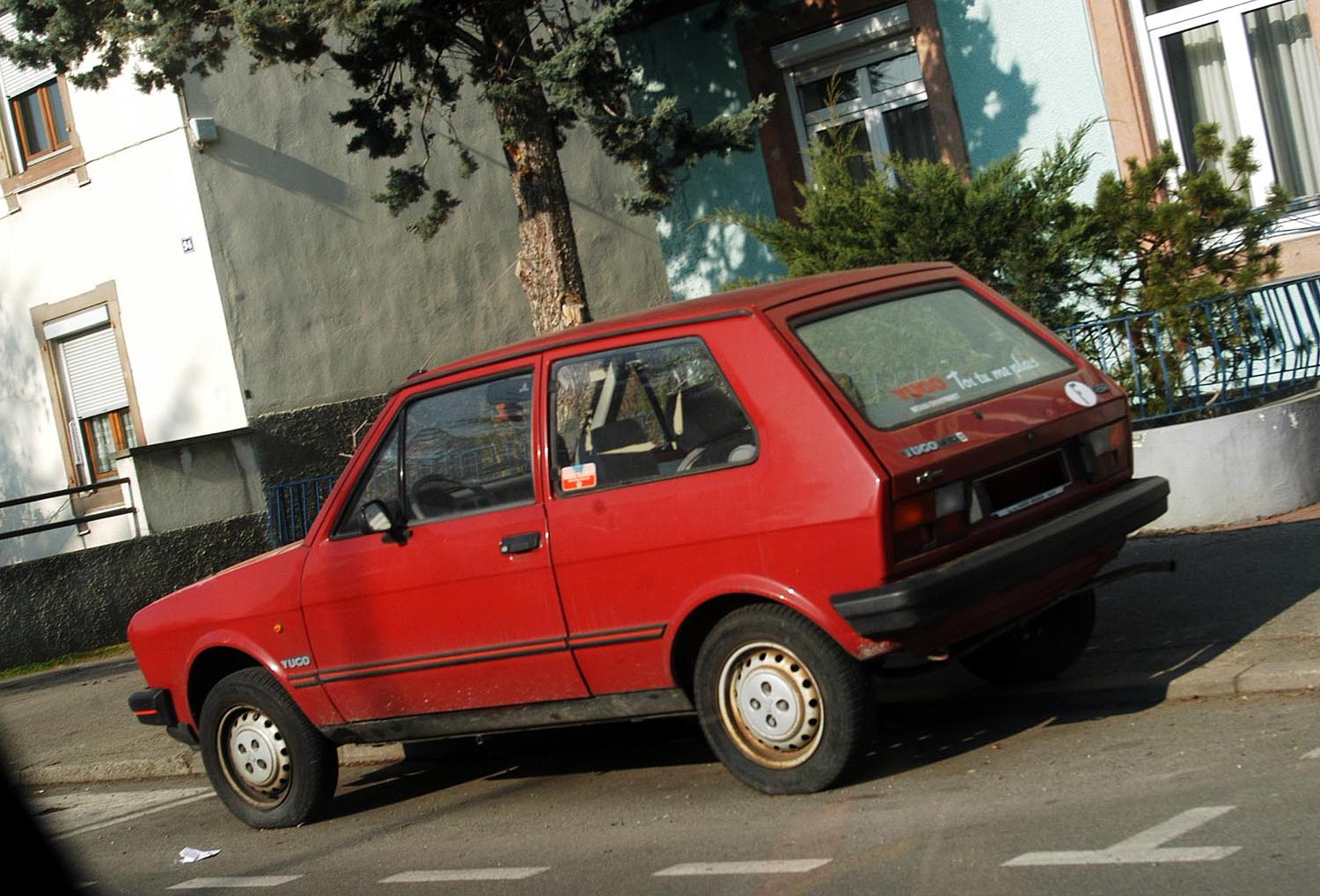
Zastava Jugo 45

У листопаді 1980 року починається виробництво Zastava 102, яка була перейменована в Zastava Jugo. Назву було дано не на честь країни-виробника. Jugo — це південний вітер на Адріатиці, який в італійському варіанті називається Scirocco. Югослави вирішили за аналогією з Volkswagen назвати свою модель на честь вітру (у VW були вітряні моделі: Passat, Scirocco, та й Golf — це похідне від Golfstream). Однак у команді Тома Савіца були лінгвісти, які вирішили замінити першу букву назви на Y. Оскільки Jugo по-англійськи означало «тарабарщина», а іспанською слово вимовлялося б як «Хуго», що перекладається як сік, так що з початком експортної програми експортні машини стали продаватися під маркою Yugo, а назвою моделі став індекс потужності, тобто 45. В самій Югославії машини продовжували продаватися під назвою Zastava Jugo.

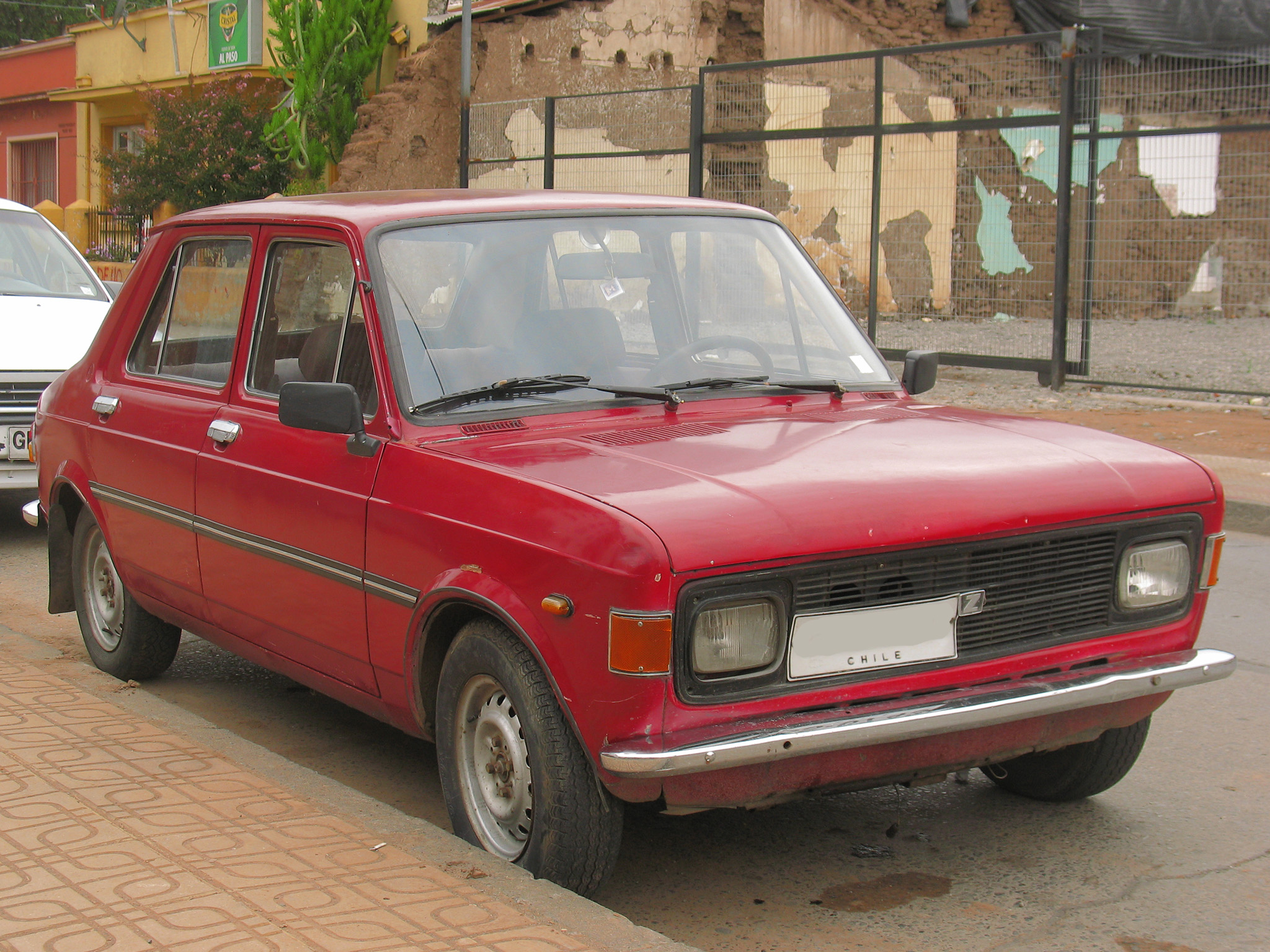
Zastava 1100

Тим часом модель «фіча» отримала ще один мотор, цього разу 850-кубовий, потужністю в 23.4 кВт, в зв'язку з чим машина отримала назву Zastava 850. Тепер «горбань» міг розігнатися до 125 км/год, до того ж машина отримала повністю синхронізовану коробку передач, колишні варіанти не мали синхронізатора на першій ступені трансмісії. 1981 року модель 101 стала поставлятися на британський ринок, там її продавали як Zastava ZLC або Zastava ZLM, перша була п'ятидверною версією, друга — тридверною. Через рік в Англії стали пропонувати ще дві версії — Mediteran і Caribbean, а для німецького ринку була запропонована модель Zastava 1300 Super 90, під капотом у неї був 1301-кубовий мотор, потужність якого була доведена до 90 к.с.. У цій версії була занижена підвіска від FIAT 128 Rally, зовні її можна було відрізнити за спойлером спереду, декором на боковинах кузова і литими дисками Cromodora CD57.

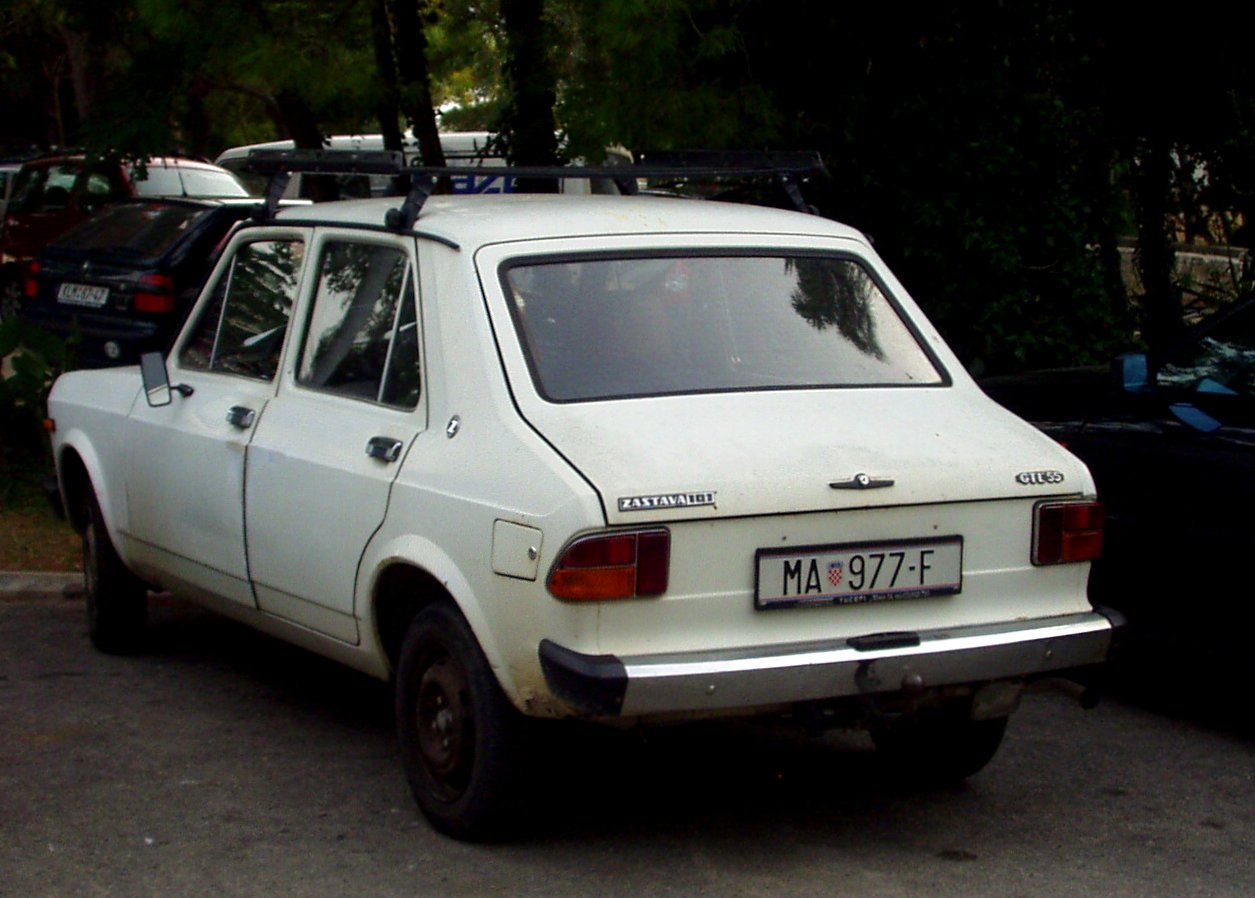
Zastava 101, що продавався в Фінляндії як FIAT 128Z

У 1982 році фірма почала імпортувати свою продукцію і на інші західні ринки, перші машини вирушили до Бельгії, Голландії, Греції та Фінляндії (де 101 продавався як FIAT 128Z). В цьому ж році в Югославії припиняється збірка Zastava 125PZ, а в Польщі — Zastava 1100P. 1983 року Yugo 45 стали поставлятися і до Великої Британії, там її і побачив Малькольм Бріклін, прогулюючись по лондонських вулицях. Британці непогано прийняли дітище комуністичної країни, і тільки за перший рік там розкупили 1115 примірників, а вже через рік було продано 3746 машин, далі продажі тільки зростали. «Винуватницею» гарного попиту була ціна, якщо Ford Fiesta коштувала 4162 фунта, то за Yugo 45 треба було віддати всього 2749 фунтів стерлінгів, тобто рівно в півтора рази менше, при цьому споживчі якості двох машин були цілком на одному рівні, до того ж зв'язок югославів з FIAT не ховався, а британці хотіли отримати за ці гроші автомобіль з якістю італійської фірми.

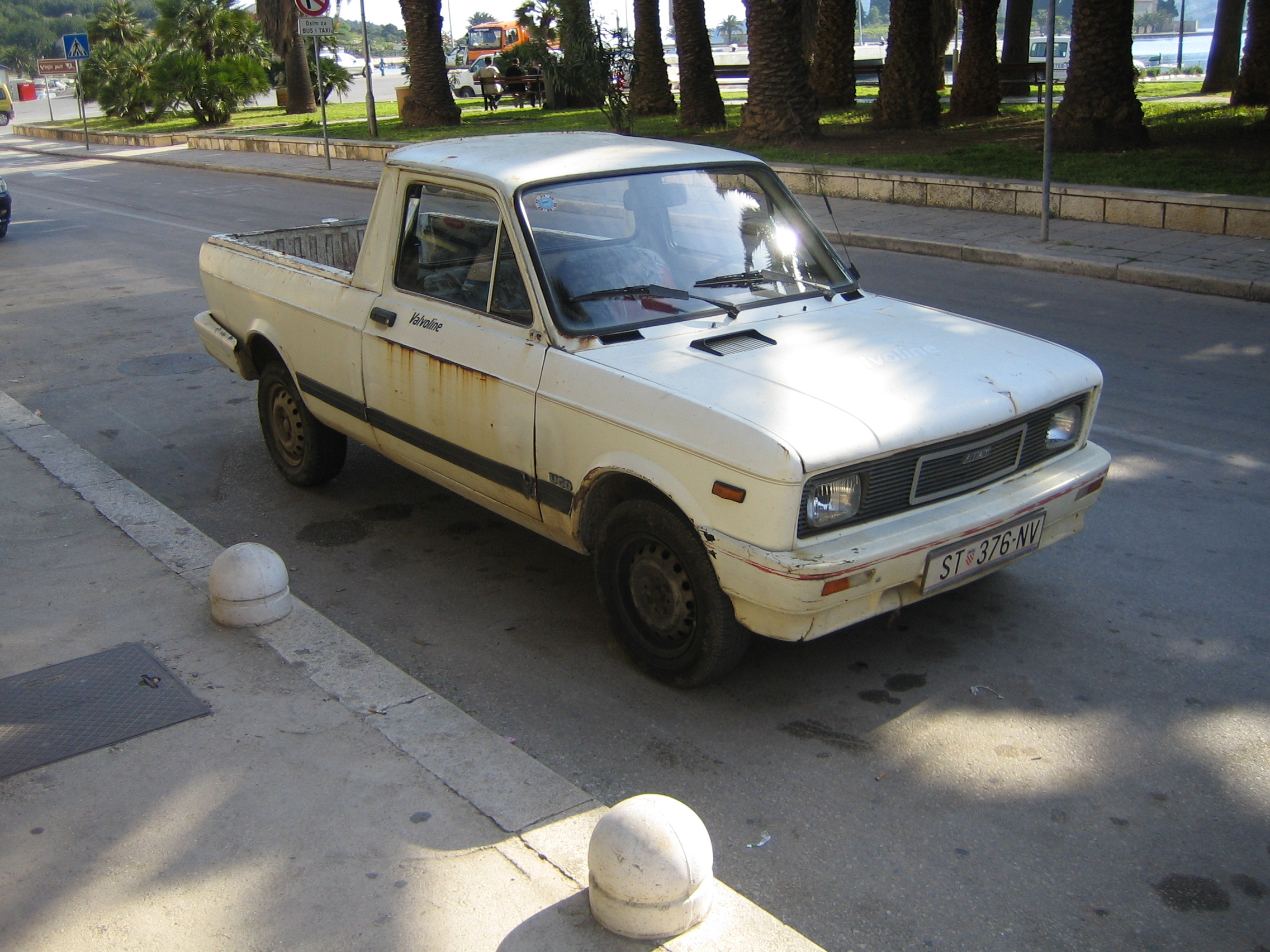
Zastava 101-T

У середині 1983 року Zastava 101, або, як його звали в народі, «Стоядін», вчергове оновлюється. Тепер версій було всього дві — GT і GTL, яким додавалися цифрові індекси 55 або 65 залежно від застосованих двигунів. Вони отримують нові передні крила, ґрати радіатора і бампери від FIAT 128, в більших бамперах були вбудовані габаритні вогні і повторювачі покажчика повороту (які перенесли з країв передніх крил), також був змінений дизайн колісних ковпаків. В салоні у базової версії зміни звелися до зміни пластика в салоні, який став коричневим на обох версіях, а у версії GTL панель приладів, карти дверей і оббивка стійок даху, а також ручки КПП і ручного гальма були запозичені від останньої версії італійського FIAT 128. Технічні удосконалення звелися до перенастроювання гальмівної системи та встановлення більш м'яких і низьких пружин, що підвищило комфорт і при цьому поліпшило керованість автомобіля. Мотор 1.3 л тепер був запозичений у моделі FIAT Ritmo, об'єм піднявся з 1290 до 1301 см3, але потужність його не перевищувала 65 к.с.. Тоді ж в місті Сомбор, яке знаходиться неподалік від угорського кордону, підприємство Zastava Specijalni Automobili початок виготовлення пікапів на базі Zastava 101, які стали називатися Zastava 101-T.

## Автомобілі Yugo

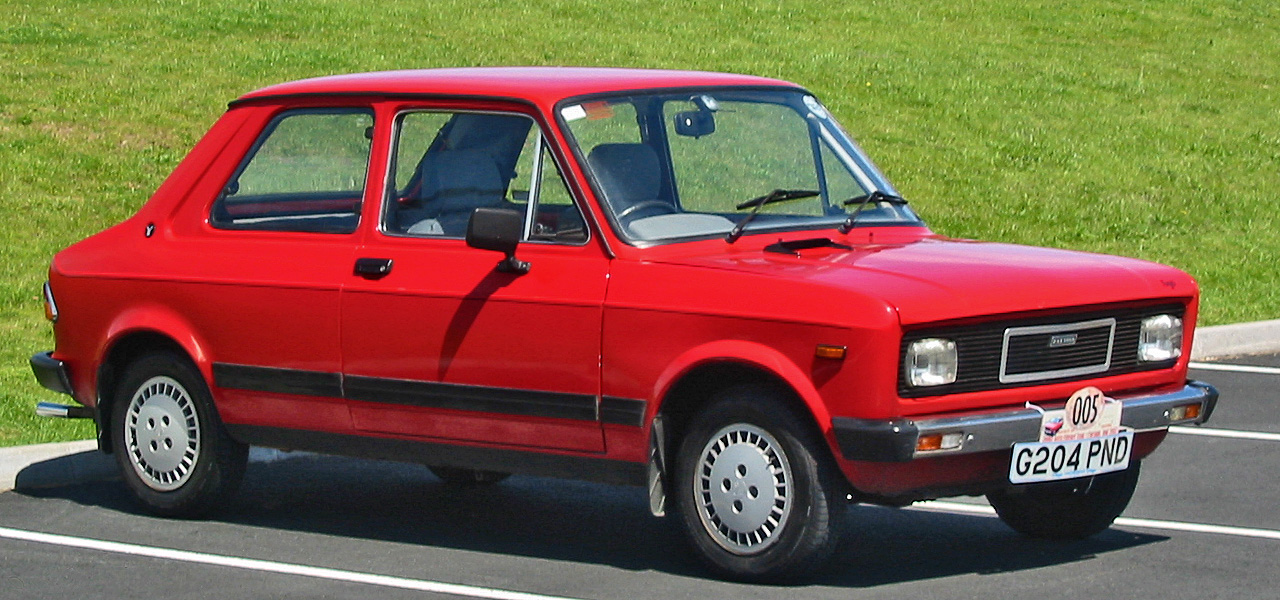
Yugo 311 для британського ринку

У 1984 році британський дилер заводу — Zastava LTD стала продавати у Великій Британії всі автомобілі під маркою YUGO. Також в Британії, тільки в 1984 році, стали пропонувати модель 128 під індексом 411 і 413, модель 101 стала називатися в Англії 311, 313, 511 і 513, перша цифра показувала кількість дверей, а дві останні — об'єм двигуна.
У березні 1984 року житель Лос-Анджелеса Мирослав Кефурт продемонстрував три Yugo 45 на автомобільній виставці, що проходила в Каліфорнії. Кефурт в 1969 році іммігрував з Чехословаччини в США. Живучи в Празі, він тісно був пов'язаний з продукцією фірми FIAT. Його батько спеціалізувався на продажу FIAT 600 червоного кольору, але Чехословаччина входила тоді в сферу впливу СРСР, а значить вільний продаж автомобілів був заборонений, треба було відстояти в черзі, як і в інших соціалістичних країнах. До того ж продавати машину на вторинному ринку можна було тільки після того, як машина пробігала 5000 кілометрів. Батько Кефурта працював гідом в Італії, звідти він привіз свій перший FIAT 600, який благополучно продав після 5000 кілометрів пробігу. У наступній поїздці він купував точно такий же FIAT 600 і ввозив його до Чехословаччини, за рік вдавалося привозити по три-чотири машини і з вигодою продавати їх. А вибір одного кольору був обумовлений тим, щоб не викликати підозри у сусідів, які могли б запідозрити Кефурта в спекуляції, тобто справі підсудності в соціалістичному суспільстві. Щоб намотати максимально можливий для перепродажу пробіг якомога швидше, члени сім'ї стали брати участь на машинах в різних ралі, що проходили в Чехословаччині. 1969 року Кефурт-молодший, отримавши туристичну візу, іммігрував в США. Тепер, живучи в країні, де молодь мріяла про Barracuda або Grand Am, Мирослав зберіг любов до маленьких машин. А незабаром він став продавати Honda 600, в 1972 році Honda припинила виробництво цієї моделі, а Кефурт став спеціалізуватися на ремонті і запчастинах для цієї машини, уславившись в цій галузі.
У 1982 році в одному з журналів він прочитав, що югослави випускали ліцензійну копію FIAT 127, FIAT на той час вже пішов з американського ринку, і чех захотів зайняти цю нішу і привезти в США ці автомобілі. Він сів у свою «Хонду 600» і поїхав до консула Югославії в Сан-Франциско, після переговорів Кефурт вирушає до Крагуєваць, де він домовляється про право представляти інтереси заводу в Каліфорнії, при цьому не було підписано жодного документа. У листопаді 1983 року Кефурт оплатив вартість трьох автомобілів і став чекати їх у себе в Лос-Анджелесі, куди вони прибули в березні 1984 року, створивши за цей час компанію Yugo Cars Inc. У березні 1984 року Кефурт виставив три машини: червону, білу і синю, а щоб привернути публіку до свого стенда, він попросив свою дружину одягнути міні-спідницю і футболку з написом Yugo 45, крім неї було найнято ще чотири моделі, одягнених аналогічно. Красиві дівчата допомогли просунути неліквідну продукцію. Так за час виставки, а стенд з югославськими машинами опинився навпроти стенда Mercedes-Benz, було подаровано 400 футболок із зображенням і написом Yugo 45, більше 20 000 брошур і взято 42 депозити в розмірі 100 доларів за замовлені автомобілі. Крім цього, за час демонстрації Кефурт намагався показати якість металу маленької машини, стоячи на даху однієї з машин, при цьому він підстрибував на даху, що не прогинався, із закликами піти і спробувати виконати те ж саме з будь-якою з машин із трипроменевою зіркою на капоті, що стояли на стенді навпроти. Проте прибулі Yugo 45 ніяк не вкладалися в норми токсичності, оскільки на машині був старий карбюратор. Кефурт став просити завод встановити електронне уприскування палива фірми Bosch на свою продукцію, але Zastava залишилася байдужою до ентузіазму американця.

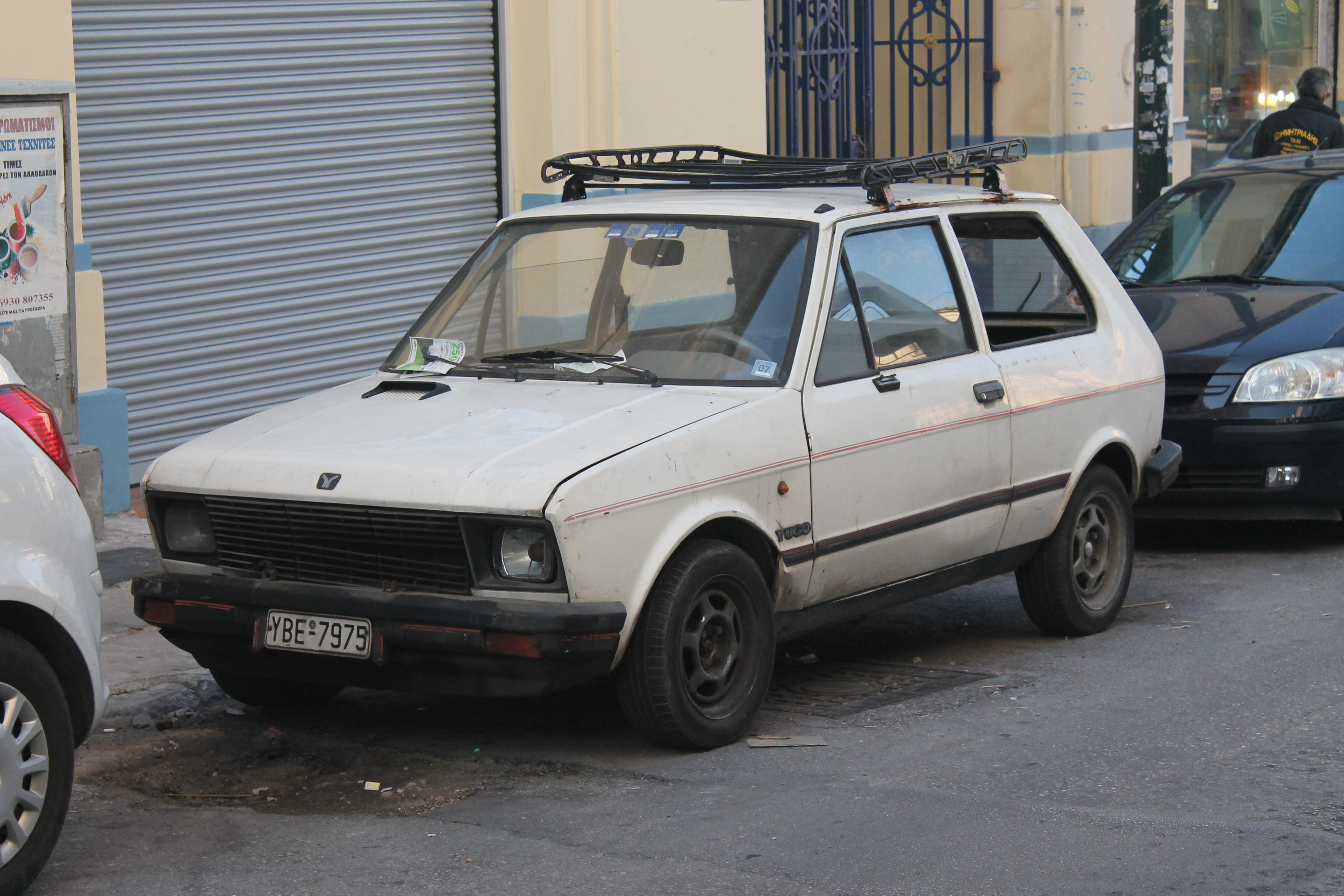
Yugo 45

У цей час фірма американця Малькольма Брікліна — International Automobile Importers (IAI), яка продавала в США Bertone X1/9, була на межі розорення. Бріклін якраз опинився на автомобільній виставці, на якій містер Кефурт декларував про 10-річні або 100 000 км гарантії. Після чого Бріклін вирішив зв'язатися з Кефуртом, і в листопаді 1984 року він перекупив у нього право на продаж автомобілів Yugo в США. Продавши свій бізнес-план, Кефурт при цьому примудрився вибити для себе право ексклюзивно продавати Yugo і Bertone X1/9 в Каліфорнії, обидві сторони потисли руки. Після чого була створена компанія Yugo America Inc, 51 % компанії належав сімейству Брікліна, інші частини акцій були поділені між 21 інвестором, який ризикнув просувати соціалістичне дітище в оплоті капіталізму. У Брікліна був хороший партнер по бізнесу — Тоні Цімінера (якого позаочі називали «Ураган»), який, оглянувши на заводі продукцію фірми, помітив стільки дефектів, що після прибуття додому відправив факс з проханням внести більше 500 поліпшень, довжиною в чотири метри. На більшість зауважень серби просто закрили очі, але каталізатори Zeuna і лямбда-датчики були на машини встановлені. Здравко Меняку довелося терпіти британських фахівців, яких Бріклін найняв для того, щоб ті стежили за якістю виготовлення експортних моделей.
Машина породила в США низку жартів на свою адресу: «Як подвоїти вартість Yugo? Залити в нього повний бак!»; «Як збільшити максимальну швидкість Yugo? Взяти його на буксир!». Однак вона дуже непогано розходилася, але при цьому початкова комплектація GV (Great Value) не мала кондиціонера, подушок безпеки, електричних склопідйомників і навіть радіо. Головною причиною буму була ціна авто — 3990 доларів США, або, беручи в лізинг, всього 100 доларів на місяць. Народ розбирав машини, не відаючи, що бере, адже в шоу-румах не було живих машин і, замовивши їх, доводилося чекати машини з Югославії.

Логотип Yugo

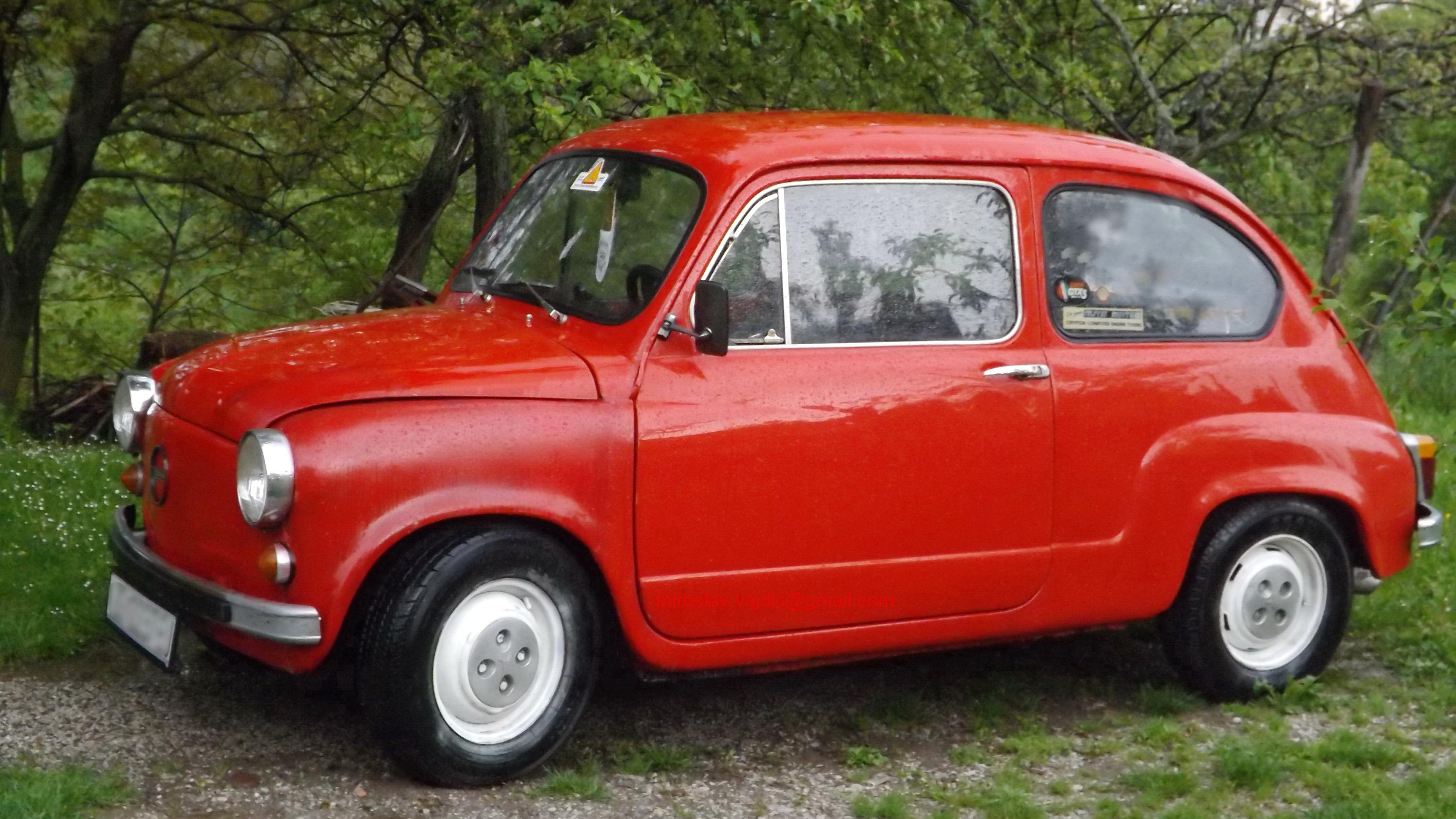
Zastava 750L — автомобіль століття в Югославії за результатами голосування в цій країні

У 1984 році в Югославії проходили 16 Зимові Олімпійські ігри, одним із спонсорів заходу став автомобільний завод Crvena Zastava. До цієї події був приурочений дебют нової версії Zastava Jugo, яка отримує 1.1 л 55-сильний мотор від Zastava 128/101, для західних ринків ця версія стала називатися Yugo 55. Крім нового мотора, машини отримали і нову панель приладів, а у версії L на дверях з'явилася матерчата обробка замість повністю пластикової. У листопаді 1985 року старий 850 був знятий з виробництва, за 30 років виробництва було виготовлено 923 487 «фічо». Але машина не припинила своє існування, ліцензія на конструкцію, а також все обладнання було продано в Туреччину, де їх виготовлення продовжив завод Tofas. Вантажне відділення підписує новий договір, тепер партнером ZPV (Zastava-Privredna Vozila) стає фірма IVECO.

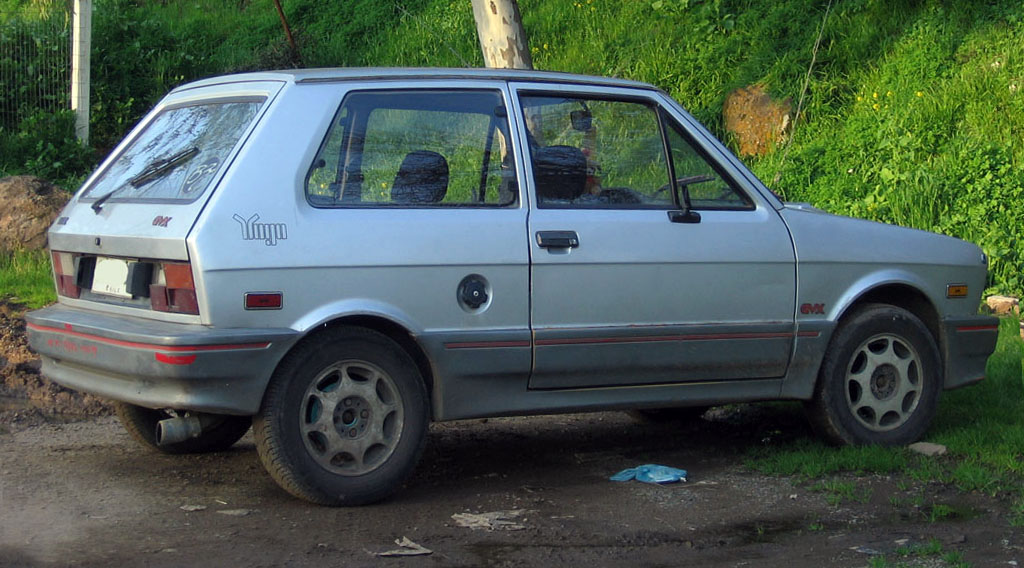
Yugo GVX

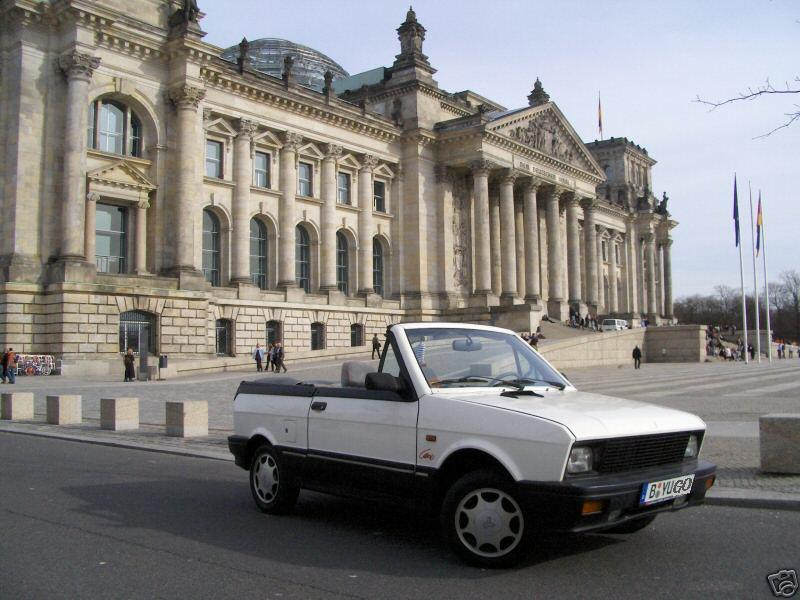
Yugo Cabrio

У 1985 році модельний ряд американської версії складався тільки з 1.1 л мотора і трьох комплектацій: GV, GVL і GVS. Найдоступнішою була версія GV, вона комплектувалася 1.1-літровим мотором, потужністю 40 кВт, і чотириступінчастою коробкою передач. Версія GVL також оснащувалася 1.1 л двигуном, але він розвивав вже 44 кВт, вона отримала і більш зручні сидіння. Салон версії GVS оброблявся велюром, також вона оснащувалася касетним магнітофоном, технічно вона була ідентична попередньому варіанту. Через два роки в США з'являється спортивна версія GVX, яку оснастили 1.3 л мотором, потужністю в 64 к.с.. Вона комплектувалася п'ятиступінчастою коробкою передач, що дозволяло маленькій машині розганятися до ста за 13,56 секунди, що було на півсекунди швидше базової версії. Її відрізняв симпатичний обвіс з вбудованими протитуманними фарами і більш широкі покришки, розмірністю 155/70 R13, взуті в литі диски, базові версії оснащувалися 145 мм покришками. Також в 1987 році з'являється версія GVC, це була та сама GV, тільки з великим скляним люком на даху. 1988 року вибір кузовів розширився кабріолетом (Yugo Cabrio). Машина отримала складаний дах, який оперувався за допомогою електроприводу, заднє скло мало обігрів. Відкрита версія виявилася майже удвічі дорожчою хетчбека.

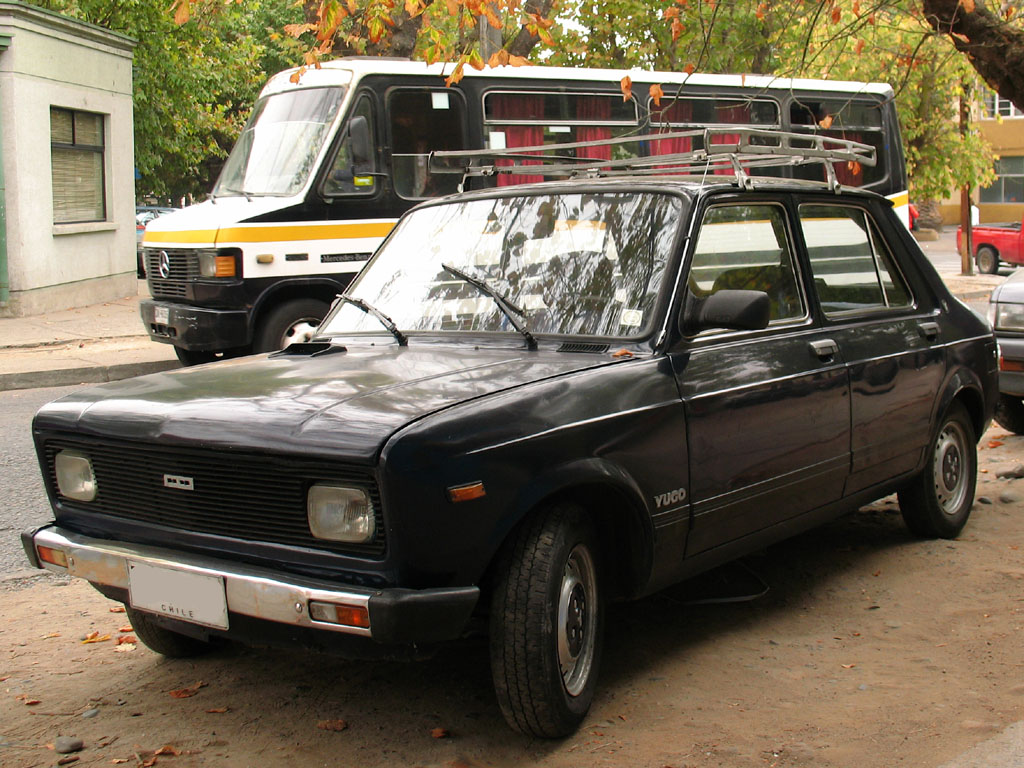
Yugo Skala 55

У 1987 році після успіху за кордоном весь модельний ряд заводу Zastava став випускатися під маркою Yugo/Jugo (Jugo — на внутрішньому ринку), при цьому отримавши нові імена своїх моделей. Так Zastava 128/101 стали називатися Yugo/Jugo 1.1/1.3, а Zastava Jugo, він же Yugo 45, — Yugo/Jugo Koral. Восени 1988 року колишній Zastava 128/101, а нині Yugo 1.1/1.3, перейменовується в Skala 55/65, при цьому машина отримує нову решітку радіатора, а на капоті з'являється повітрозабірник. З передніх дверей, ручки дверей яких стали чорного кольору, пропадають бічні кватирки, а бічні дзеркала стало можливо регулювати з салону, в якому тепер домінувала обробка або в синіх, або в жовтих тонах. Всі мотори отримують електронне запалювання фірми Bosch, а версія з 1.3 л мотором (Skala 65) обзаводиться п'ятиступінчастою коробкою передач в базовому виконанні.

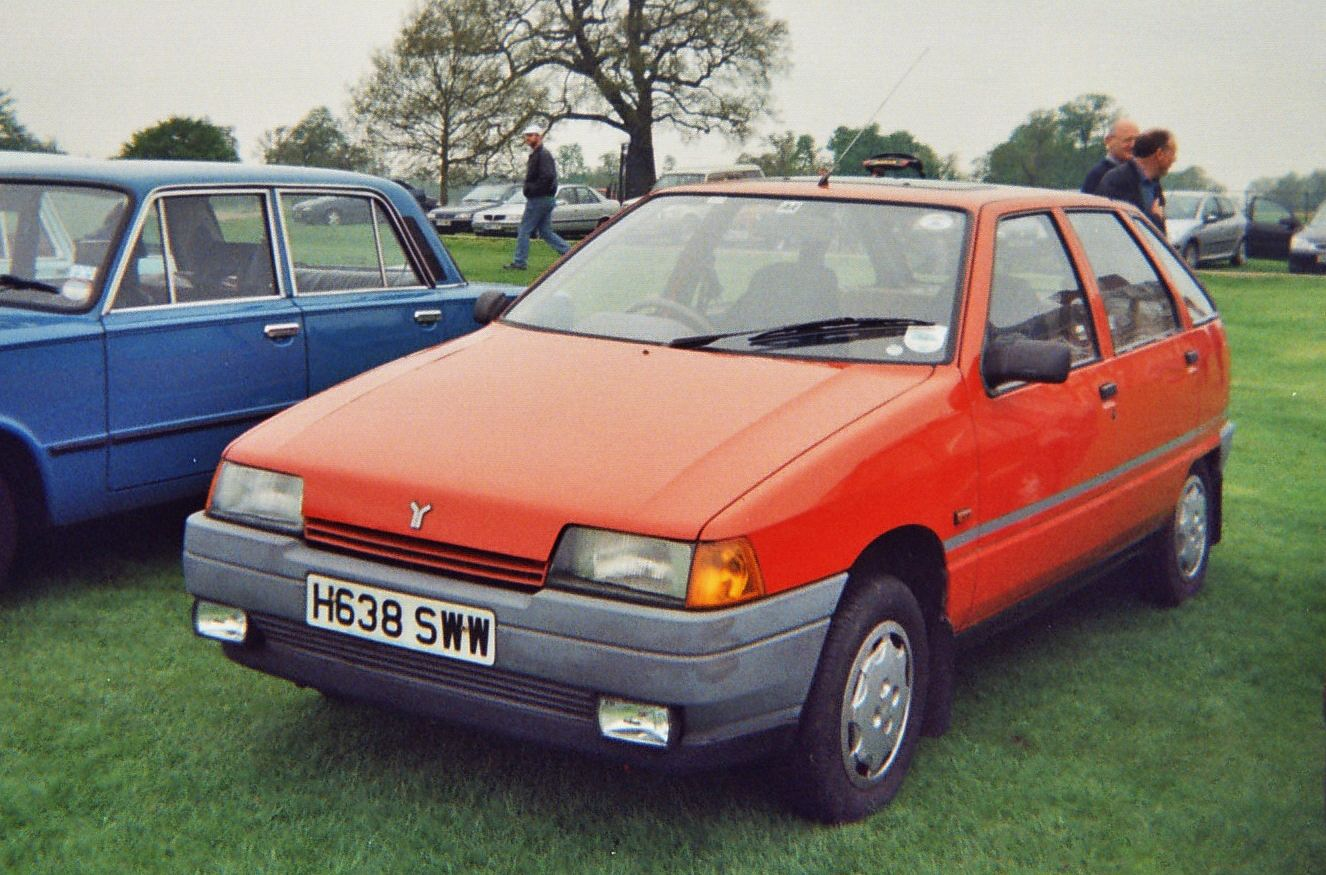
Yugo Florida

У жовтні 1988 року почалося виробництво нової моделі Florida, робота над її проєктуванням почалася ще в 1983 році. Її прем'єра відбулася ще в лютому 1987 року, але поки весь цей час йшли підготовки до її виробництва. Спочатку планувалося назвати машину Zastava 103, але президент компанії Радолюб Мічич вирішив дати машині власну назву, оскільки колишні моделі заводу вже знайшли власні назви. Серед варіантів були назви: Avala, Sonata, Tara, Morava, Kraguj (яструб з сербської, цей птах і дав назву місту, в якому знаходився завод Zastava) і Sana. Але в підсумку було вибрано назву Florida на честь штату, в якому вперше почалися продажі югославської продукції в США, але для британського та італійського ринків машину назвали Sana, а ось в Бельгії машину продавали під назвою Miami.
Автомобіль розроблявся в Турині і автором дизайну був Джорджетто Джуджаро. Взагалі Джуджаро брав участь в конкурсі на дизайн нового FIAT Tipo, але за рішенням керівництва в серію пішла версія, запропонована I.DE.A Institute, а щоб проєкт Джуджаро не пропав, його передали югославам. Від Tipo була запозичена і техніка, передня підвіска була типу «Макферсон», а задня — напівзалежна. Але FIAT вирішив не передавати сербам ліцензію на сучасні мотори, якими комплектувалися власні моделі, адже завдяки нижчій ціні югославські машини склали б сильну конкуренцію італійським автомобілям. Але тоді югослави сповістили туринців, що Nissan готовий продати ліцензію на свої двигуни, і тоді FIAT поступився, давши 1.4 л мотор, потужністю 71 к.с., від Tipo. Багато комплектуючих до цієї машини надходило з Італії, наприклад, задні фари — вони були запозичені у FIAT Croma. Вперше югославська машина отримала щось схоже на контрольну панель, яка сповіщала водія про перегорілі лампочки, відкриті двері або про низький рівень омиваючої рідини в бачку. Для кінця 80-х у машини був досить модний дизайн, наприклад, схожий на югославську Florida французький Citroen ZX пішов в серію тільки в 1991 році.

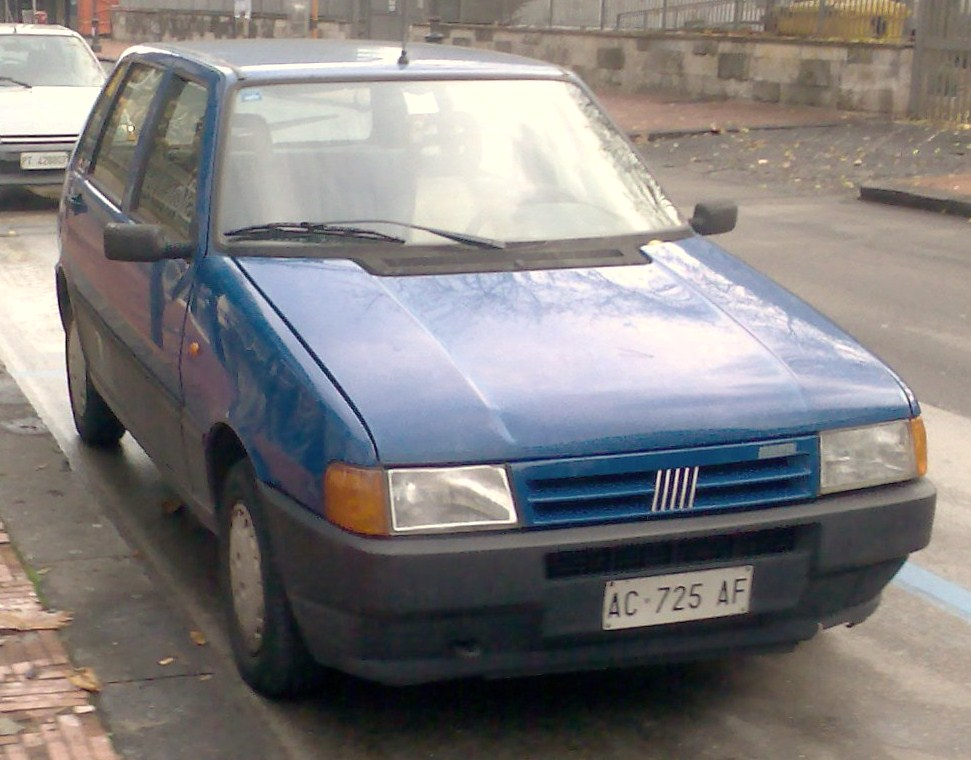
Yugo Uno 45R

Також в 1988 році на заводах в Крагуєваці почалася збірка моделі Uno, яка пропонувалася в три- і п'ятидверній версії тільки з одним 45-сильним мотором, об'ємом 903 см3, який агрегатувався з чотириступінчастою трансмісією, називалася ця машина Yugo Uno 45R.
У 1989 році завод виробляє рекордну кількість автомобілів — 180 000 примірників, кількість, якої воно більше не змогло досягти ніколи, при цьому закінчилося розширення виробничих потужностей, які могли тепер будувати до 223 000 автомобілів на рік. У цей час американська компанія припиняє продаж автомобілів через фінансові проблеми, але 1990 році продажі в Північній Америці відновлюються, тепер біля керма Yugo America Inc стояв Вільям Прайор. У США пропонувався тільки 1.3 л мотор, потужністю 67 к.с., оснащений електронним уприскуванням фірми Bosch, який адаптували для югославів інженери фірми Porsche. Комплектацій було тепер дві — GV+ і GVX, серед опцій з'явилися: автоматична триступенева коробка передач, запозичена у французького Renault R5 (таких машин було побудовано всього 485 штук) і кондиціонер. Відкриту версію пропонували не тільки в США, але й в Німеччині і Греції.
Через рік завод перейменовується з «Црвена Застава» в «Застава», тоді ж модель Florida обзаводиться 1.1 л 60-сильним мотором, який повинен був здешевити цю модель, також в 1990 році почалася робота над чотиридверним седаном на базі моделі Florida. Для німецького ринку готується інжекторна версія цієї моделі, мотор 1.3 л був запозичений з американського Yugo GV+, але в європейській версії він вийшов навіть потужнішим, і видавав 68 к.с..
У 1991 році Югославія розпалася, багато суміжників виявилися в інших незалежних державах, близько 1800 деталей для Zastava виготовлялися не в Сербії, почалися проблеми з їх логістикою.

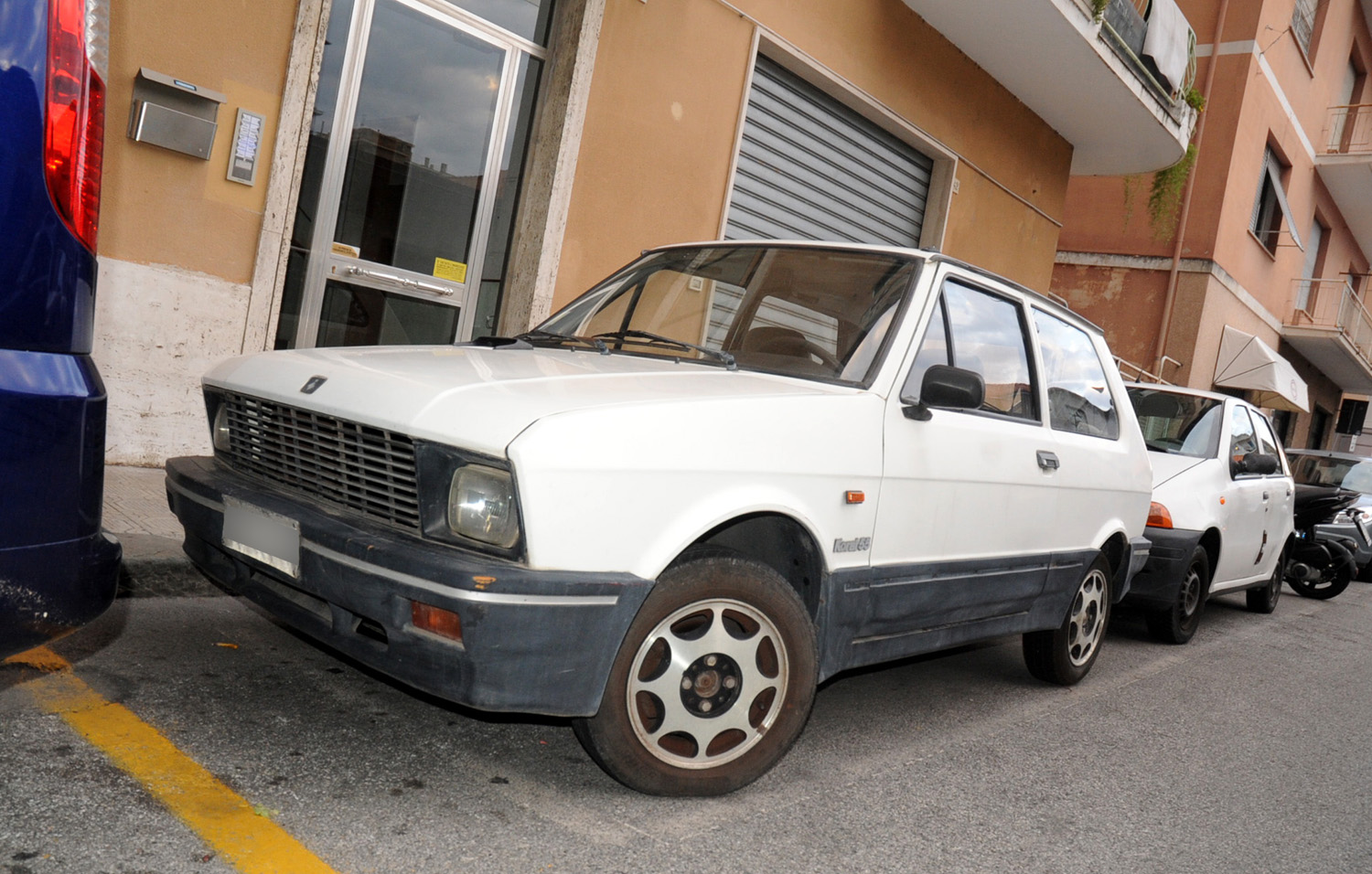
Innocenti Koral 55L

Американці виношували плани імпорту в свою країну нового Yugo Florida, але в травні 1992 року по відношенню до Сербії з ініціативи колись «братніх» хорватів були застосовані економічні санкції. Yugo довелося піти із США, до цього моменту там було продано 141 500 автомобілів. Над машиною сміялися і ставилися до неї більше як до іграшки, ніж як до повноцінного автомобіля, але, тим не менш, югослави змусили GM почати продаж японського Suzuki Swift під назвою Chevrolet Sprint, а у Ford в США з'явився Festiva, який був клоном корейського Kia Pride. Також досвід Yugo додав сміливості корейцям, Hyundai і Kia стали намагатися виходити на найбільший на той час ринок збуту. Щоб обійти ембарго, модель Koral стали збирати в Італії і продавати під маркою Innocenti, в той же час 1.1 л версія моделі Koral стала називатися Tempo.
У 1994 році припиняється складання моделі Uno, за шість років було виготовлено всього 2600 примірників цієї машини. В цьому ж році Skala, яка випускалася тільки в комплектації 55С і 65С, обзаводиться новими бамперами і панеллю приладів, дзеркалами від FIAT Seicento. Також кузов отримує замки від Fiat Punto, і тепер двері і замок запалювання працювали від одного ключа. П'ятиступінчастою коробкою передач комплектувалися тепер обидва мотори, які, до того ж, отримали алюмінієві радіатори. З січня по лютий 1995 року завод простоював і не виготовив жодної машини, в колишній Югославії йшли війни, а електроніку і генератори для заводу раніше виготовляли в Словенії, пластикові деталі робили у ворожій тепер Хорватії. Однак незабаром завод продовжив складання автомобілів з тих комплектуючих, що були на складі. Тому автомобілі цієї епохи цікаві тим, що пластик в салоні міг бути різного кольору, приладова панель мала індексацію в милях і фаренгейтах, тобто бралася від американської версії. Сидіння теж могли братися не те що від різних комплектацій, а від різних моделей.

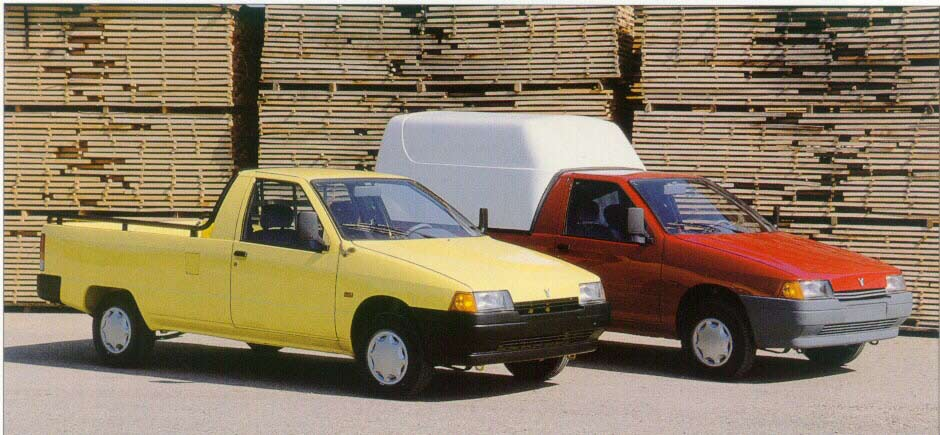
Yugo Florida Pickup і Zastava Florida Poly

Обсяги виробництва вже не йшли ні в яке порівняння навіть з 60-ми роками. Наприклад, в 1997 році було виготовлено 11 000 автомобілів, з них всього 585 автомобілів моделі Florida і 1700 седанів моделі Skala. 1998 року було побудовано 14000 машин, серед яких була новинка — Yugo Florida Pickup/Poly, що виготовлялася на потужностях Zastava Specijalni Automobili, які знаходилися в Сомборі. Florida Pickup був пікапом на базі моделі Florida, яка отримала підрамник в задній частині, що дозволило підіймати до 700 кг вантажу, також пікап можна було оснастити склопластиковим ковпаком, який дозволяв вміщати 3.5 м3 вантажу, називалася така версія Poly. Існували ще версії Poly JV з задніми дверима, які відкривалися убік, на звичайному Poly доступ до вантажного відсіку мав двосекційні люки, також була ще вантажопасажирська версія з відкидними лавками вздовж бортів — Klupe. Модель Skala пропонувалася в точно таких же варіаціях.

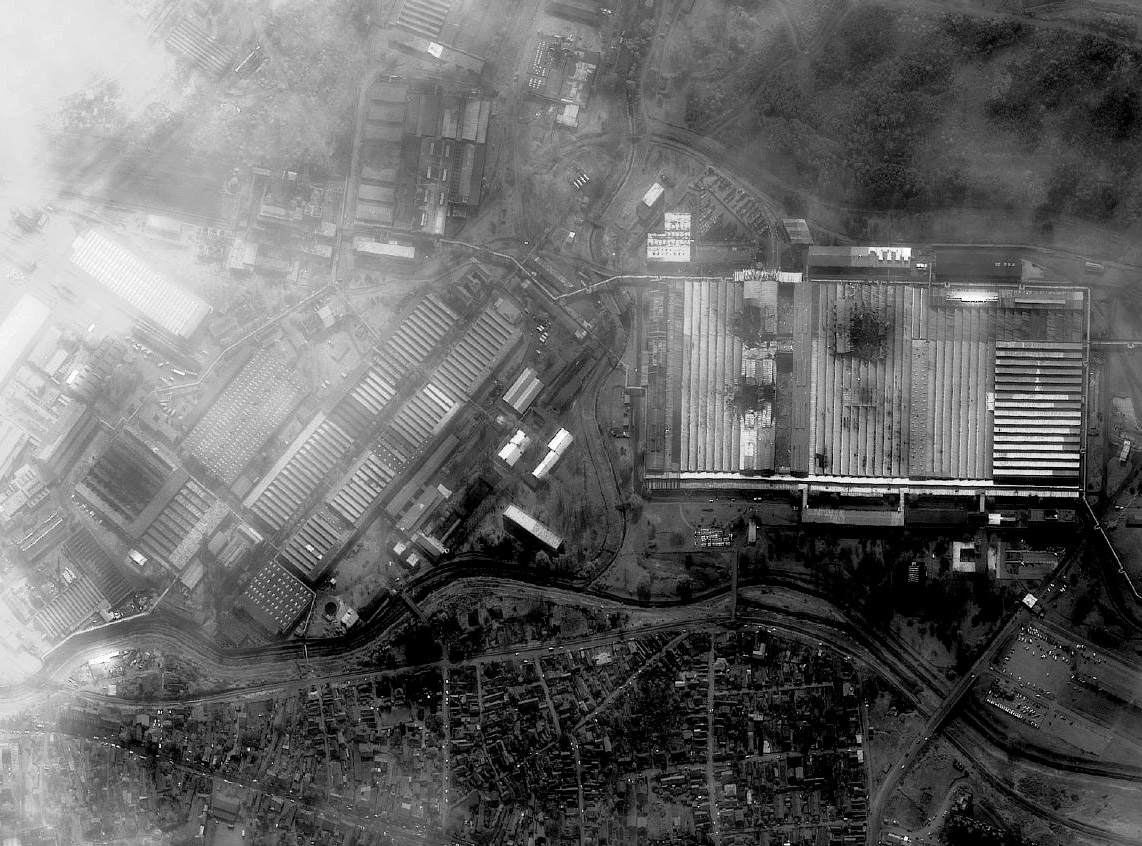
Наслідки бомбардувань квітня 1999 року

9 квітня 1999 році НАТО почали бомбардування міста в ході «косовської кризи», дісталося і заводу, що випускав автомобілі, через три дні все повторилося. Завод був сильно пошкоджений, 16 000 м2 території було розгромлено (моторобудівний цех, фарбувальний, складальна лінія), в тому числі був повністю знищений і комп'ютерний відділ заводу, в якому зберігалася і вся інформація заводу і його дочірніх підприємств по всій країні. Завдяки щасливому випадку ніхто не загинув, але постраждало близько 175 працівників заводу. Прибулі західні експерти оцінили стан заводу як важкий, збиток склав близько 850 мільйонів доларів. На думку фахівців, завод ніколи не зможе відновити свою діяльність.
У цей період часу Мілан Беко, директор підприємства, планував укласти договір з Daewoo, щоб виробляти модель «Матіз», але угода зірвалася, тоді на горизонті замаячив Renault, але знову нічого не вийшло. Тоді було вирішено почати виробництво автомобілів Zastava в Румунії на потужностях заводу ARO, однак і ці плани так і не здійснилися, оскільки вже до осені 1999 року завод запустив свої потужності в Крагуєваці. Відновленням займалися працівники заводу, працювали вони і понад зміни, отримуючи при цьому всього 150 доларів США, але іншого вибору у них не було, адже завод давав життя всьому місту. Але без допомоги держави справа не обійшлася. До кінця року зуміли зібрати 3500 автомобілів марки Yugo.

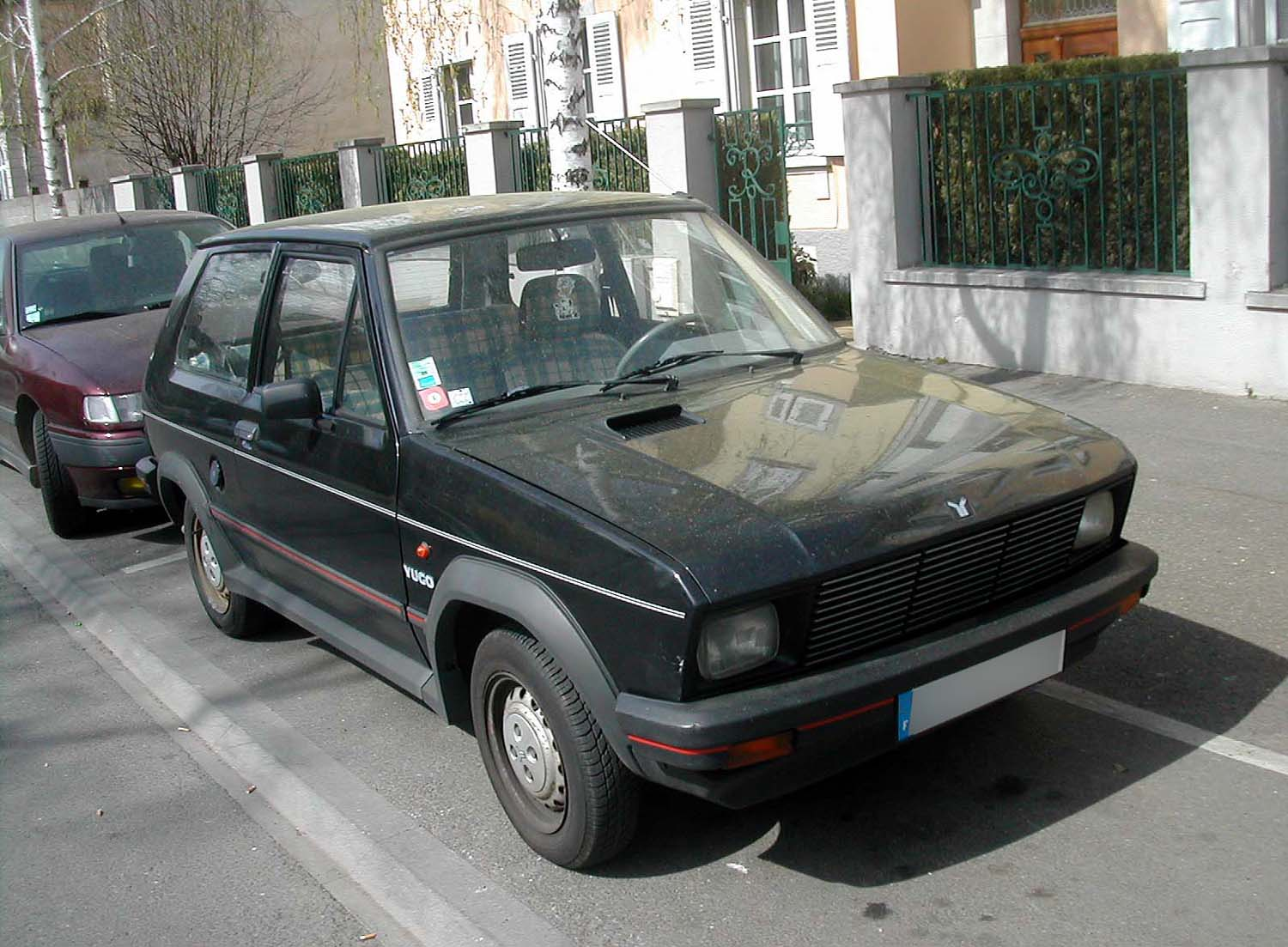
Yugo Ciao

У 2000 році з Сербії були зняті санкції, завод виходить на рівень 12800 виготовлених за рік автомобілів. У червні того ж року вантажне відділення відокремлюється, стаючи незалежним, при цьому фірма стала називатися Zastava Kamioni. Легкове відділення у співпраці з французькою фірмою Heuliez підготувала оновлені версії своїх автомобілів. Моделі Koral, Tempo і Florida повинні були отримати ряд нових дизайнерських рішень, також французи працювали над адаптацією до сербських автомобілів французьких моторів концерну PSA (який виробляє Peugeot і Citroen), і японських Toyota. В цей же час з'являється модель Yugo Ciao, побудована на базі моделі Koral, яка отримала новий декор і задню оптику, що був підготовлений заводом самостійно без сторонньої допомоги, в Хорватії ця машина продавалася під назвою Tempo. Під капотами цих моделей були розміщені 1.1-літрові мотори, потужністю 55 к.с..
У квітні 2002 року на автосалоні в Белграді були показані прототипи моделі Florida з кузовами седан і універсал, а також маленький новий хетчбек на шасі Koral. Однак це навіть були не ходові зразки, скло машин було глухо затоноване чорною плівкою. Прототипи отримали круглу оптику, якщо седан Florida був спереду схожий на Jaguar S-Type, то компактний хетчбек оснастили задньою оптикою, яка була дуже схожа на ліхтарі від Alfa Romeo 147.

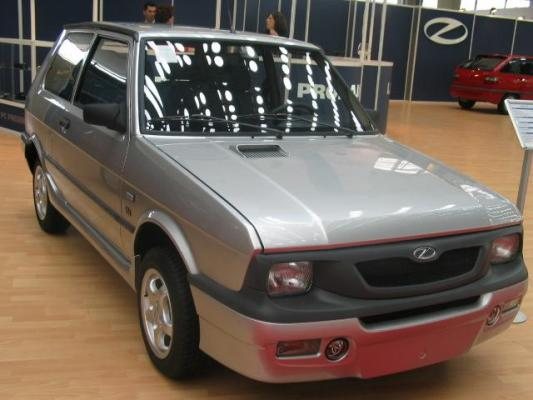
Zastava Koral In

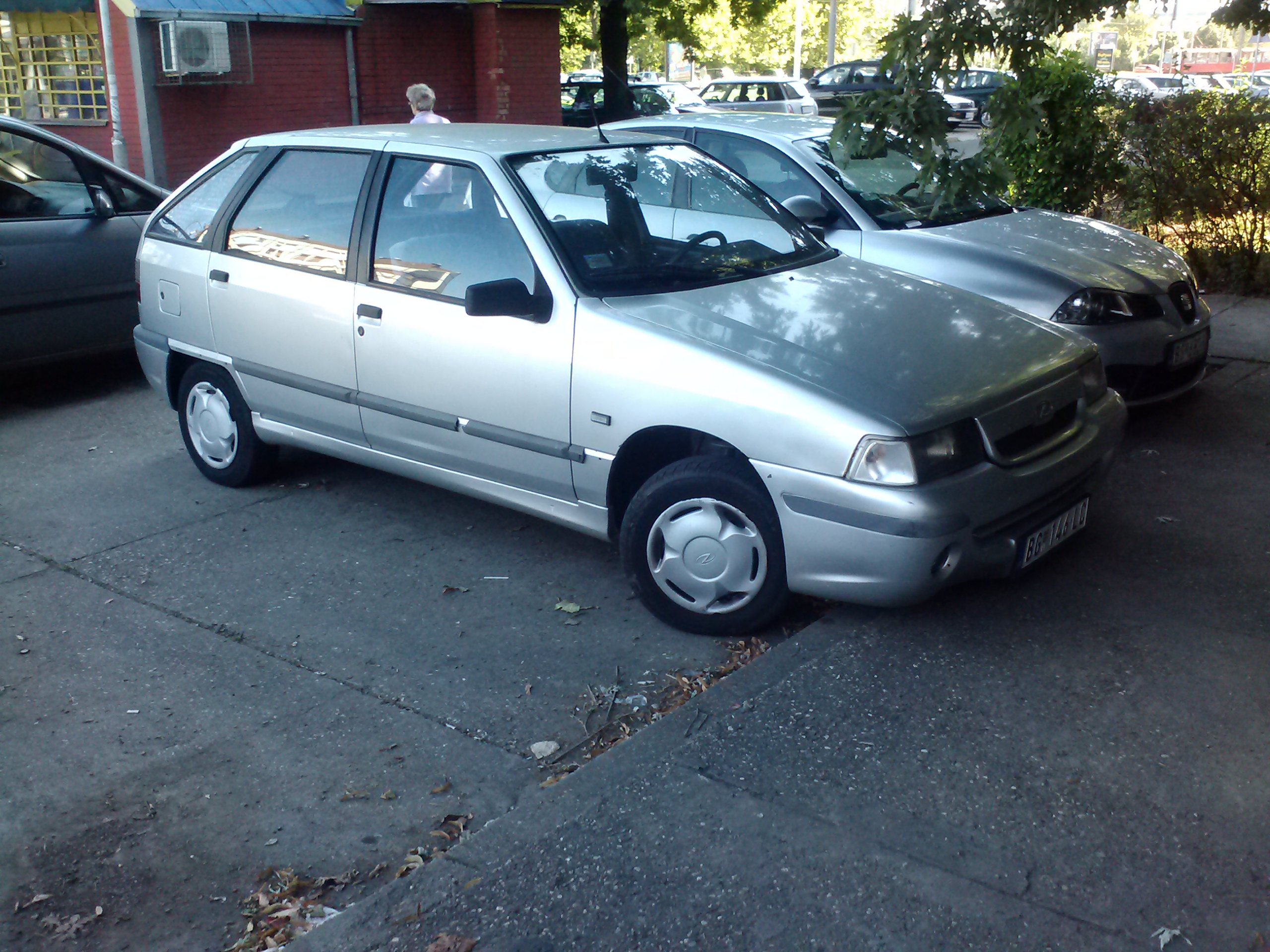
Zastava Florida In

Крім прототипів, були показані і оновлені моделі Florida і Koral, які отримали приставку In, тобто стали називатися Florida In і Koral In. Вони теж були підготовлені компанією Heuliez. Причому Koral In можливо стало купити як з тридверним кузовом типу хетчбек, так і з кузовом типу кабріолет, який колись спеціально розроблявся для американського ринку. Тоді ж вдається укласти контракт з фірмою Peugeot на виробництво 1.1 л (60 к.с.), 1.3 л (68 к.с.) і 1.6 л (84 к.с.) бензинових, і дизельних 1.4 HDi двигунів на потужностях сербського підприємства, які стали б встановлювати на Koral і Florida. 2002 року були побудовані перші 250 автомобілів з бензиновими моторами PSA 1.1 л, дизелі поки залишалися в перспективі. У той же період часу фірма вирішила відмовитися від торгового найменування Yugo, і продавати автомобілі під маркою Zastava. Оновлений Koral In тепер міг комплектуватися опціями з електроприводами, наприклад, бічні дзеркала і скло. Фари також можна було регулювати по висоті за допомогою електромоторчиків, ще в опційному списку з'явився кондиціонер і старий триступеневий автомат фірми Renault, останні комплектувалися тільки з 1.3 л мотором. З оновленням вся продукція заводу стала пропонуватися під маркою Zastava, щоб назву Yugo не асоціювати більше з країною, якої більше немає.
У 2002 році на горизонті знову з'явився Бріклін зі своєю компанією Nucarco Inc із Джерсі, який вирішив знову продавати сербські машини у США, при цьому він обіцяв гігантські інвестиції в завод і продавати до 60 000 автомобілів на рік. Однак в середині 2003 року Бріклін різко змінив свій курс і кинув свої сили на китайські автомобілі марки Chery, але з цього бізнесу нічого не вийшло. Мирославу Кефурту в голову прийшла ідея продавати російські «ВАЗ-1111 Ока» американцям, які для американців були оснащені електромотором.

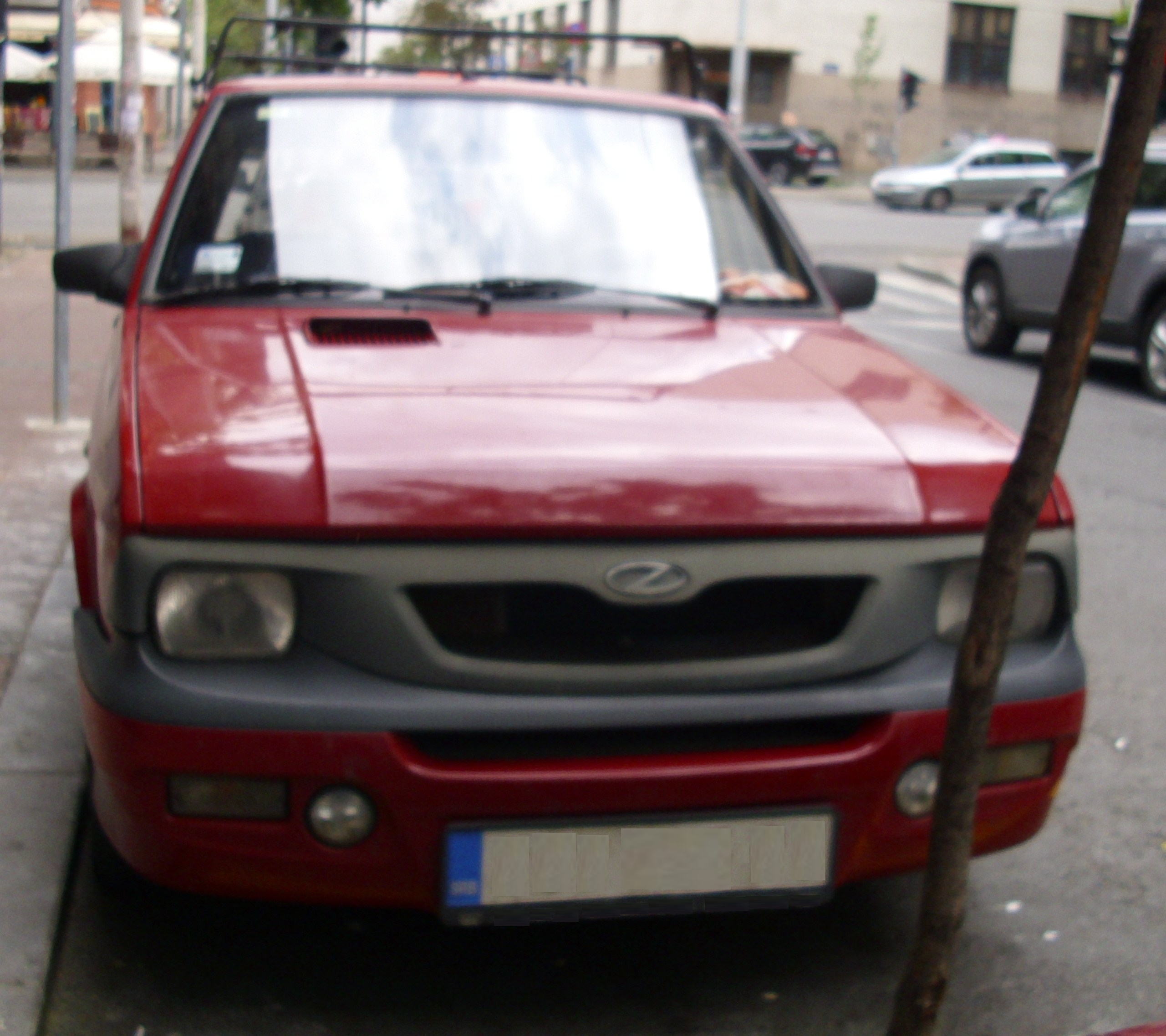
Zastava Koral In

У 2003 році на автосалоні в Белграді показується прототип Koral In GTi, на машину, вагою в 900 кг, встановили 1.6 л двигун PSA, потужністю 100 к.с., що дозволяло б розганятися машині до ста за 9-10 секунд і розвивати швидкість в 180 км/год. Але загальні продажі автомобілів марки Zastava, які впали в порівнянні з минулим роком, поставили хрест на цій версії. У грудні 2003 року з конвеєра заводу сходить остання Zastava 128, проте тоді ж поновлюються контакти з єгипетською фірмою El Nasr Automotive Manufacturing Co, яка з 1979 року до початку 90-х збирала по циклу CKD модель 128 з югославських компонентів. Єгиптяни підписують договір про закупівлю машинокомплектів Zastava 128, що залишилися на складі, крім цього в Єгипет відправили 480 комплектів для складання моделі Florida.
У 2004 році серби вели переговори з фірмами Opel, Hyundai і Renault, основну ставку робили на німців, в надії, що вони продадуть ліцензію на свою модель Astra G, однак люди з FIAT дізналися про контакт сербів з німцями, і пожвавішали. У підсумку в квітні 2005 року між двома давніми партнерами був підписаний договір про співпрацю, який був перерваний 11 років тому. Також в квітні 2005 року Zastava представила концепт — дизельну версію моделі Florida. Під капотом прописався 1.4 л дизельний мотор HDi, який можна було зустріти під капотами автомобілів марки Peugeot, Citroen, Ford і Toyota. Florida In TDC також отримала французьку трансмісію, і вперше для автомобілів марки Zastava машина обзавелася гідропідсилювачем керма. Однак дизельна версія так в серію і не пішла, але гідропідсилювач керма вже через місяць з'явився на бензинових варіантах моделі Florida In. Наприкінці 2005 року серби вирішили провести краш-тест моделі Koral за сучасними нормами безпеки, машина, спроєктована ще в 1978 році, без проблем пройшла його.

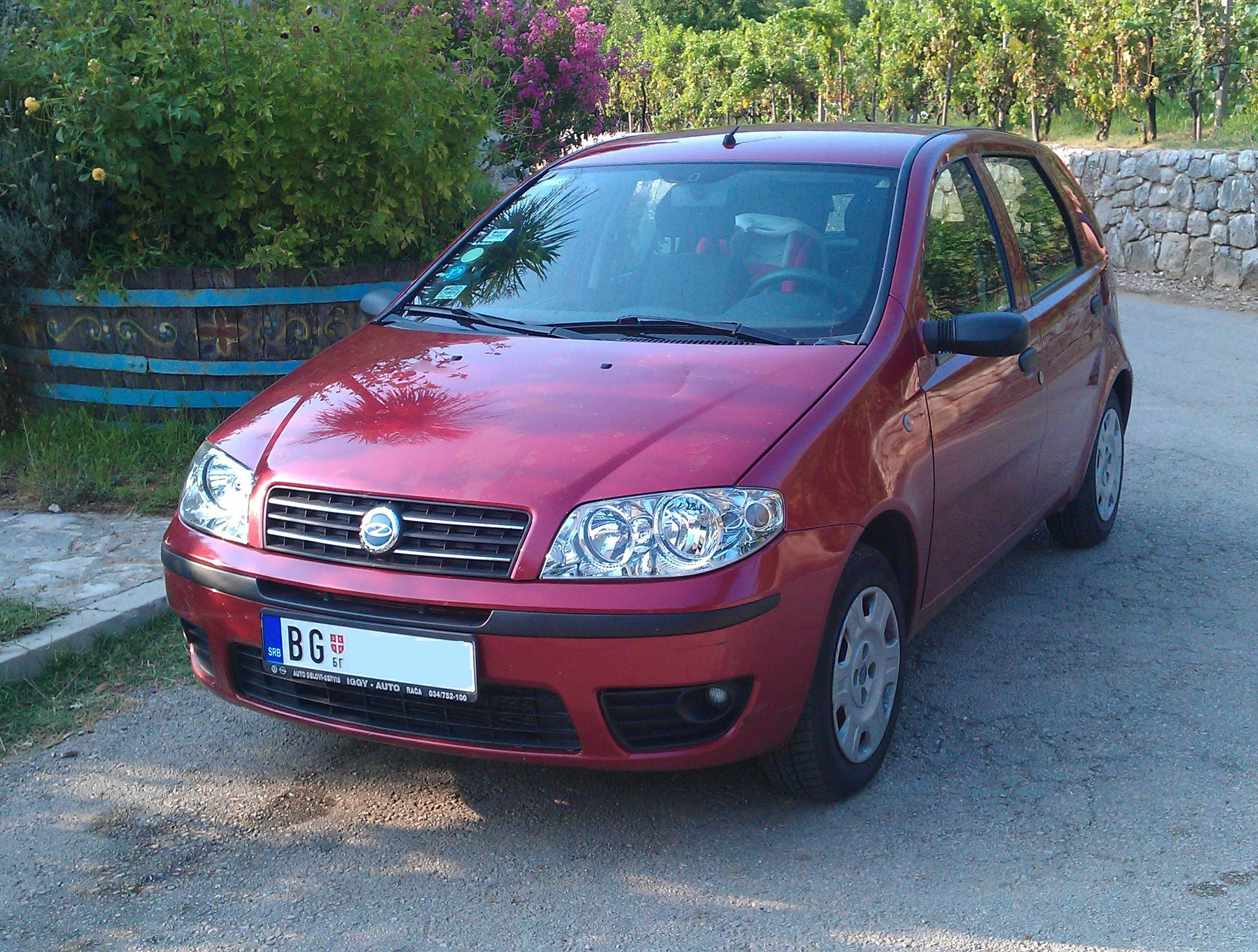
Zastava 10

У березні 2006 року почалося виробництво нової моделі Zastava — 10 (цифра 10 означала, що це десята модель заводу), яка на ділі була клоном Fiat Punto другого покоління. Контракт про ліцензії італійської моделі був підписаний ще у вересні 2005 року, але майже півроку пішло на переоснащення заводу і навчання робітників в Італії. У плани заводу входило продати приблизно від 5000 до 8000 автомобілів, однак за неповний рік вдалося реалізувати аж 14 000 автомобілів. З них 3000 автомобілів Zastava 10, оснащених 1.2 л мотором, потужністю 60 к.с.. Ціна машини була вищою від автомобілів моделей Koral (4300 євро) або Florida (4700 EUR), але й конструкція у Zastava 10 була куди більш сучасною. Так що не дивно, що п'ятидверний автомобіль, який продавався за ціною в 7999 євро, непогано розходився на території колишньої Югославії, адже оригінал (FIAT Punto II) в тій же Сербії коштував від 10600 євро. Пропонувався Zastava 10 в п'яти комплектаціях: Standard, Standard+, Comfort, Dynamic і Impressionante, останній, користувався куди меншим попитом, оскільки ціна заходила далеко за позначку в 10 000 євро, що в країні із середньою зарплатою в 300 євро було надзвичайною сумою.

## Закриття компанії. Компанія Fiat Automobili Srbija

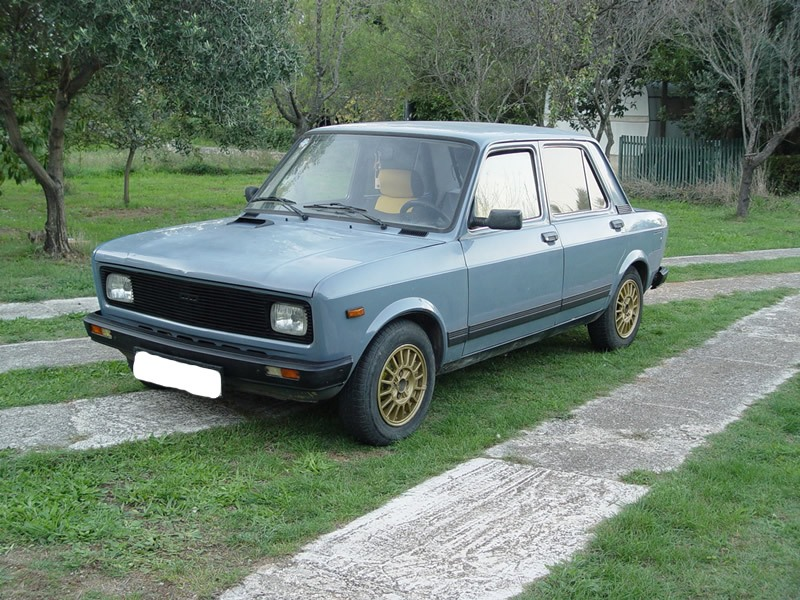
Zastava 128

У травні 2008 року FIAT викуповує підприємство, з яким співпрацював з дня його заснування, в жовтні фірма була перейменована в Fiat Automobili Srbija, а в листопаді 2008 року закінчилося виробництво автомобілів моделей Skala, Florida і Koral.
У березні 2009 року легковики Zastava припинили своє існування, оскільки із заводу стали сходити автомобілі під маркою FIAT. Колишня Zastava 10 була краще оснащена, але при цьому коштувала на порядок дешевше (700 євро), замінив її Fiat Punto Classic, який відрізнявся тільки ґратами радіатора і емблемою. У травні 2009 року єгипетська фірма El Nasr Automotive Manufacturing Co припиняє свою діяльність, оскільки всі машинокомплекти Zastava 128 були вивезені з Сербії, до цього моменту в Єгипті було зібрано близько 88 000 автомобілів цієї моделі.

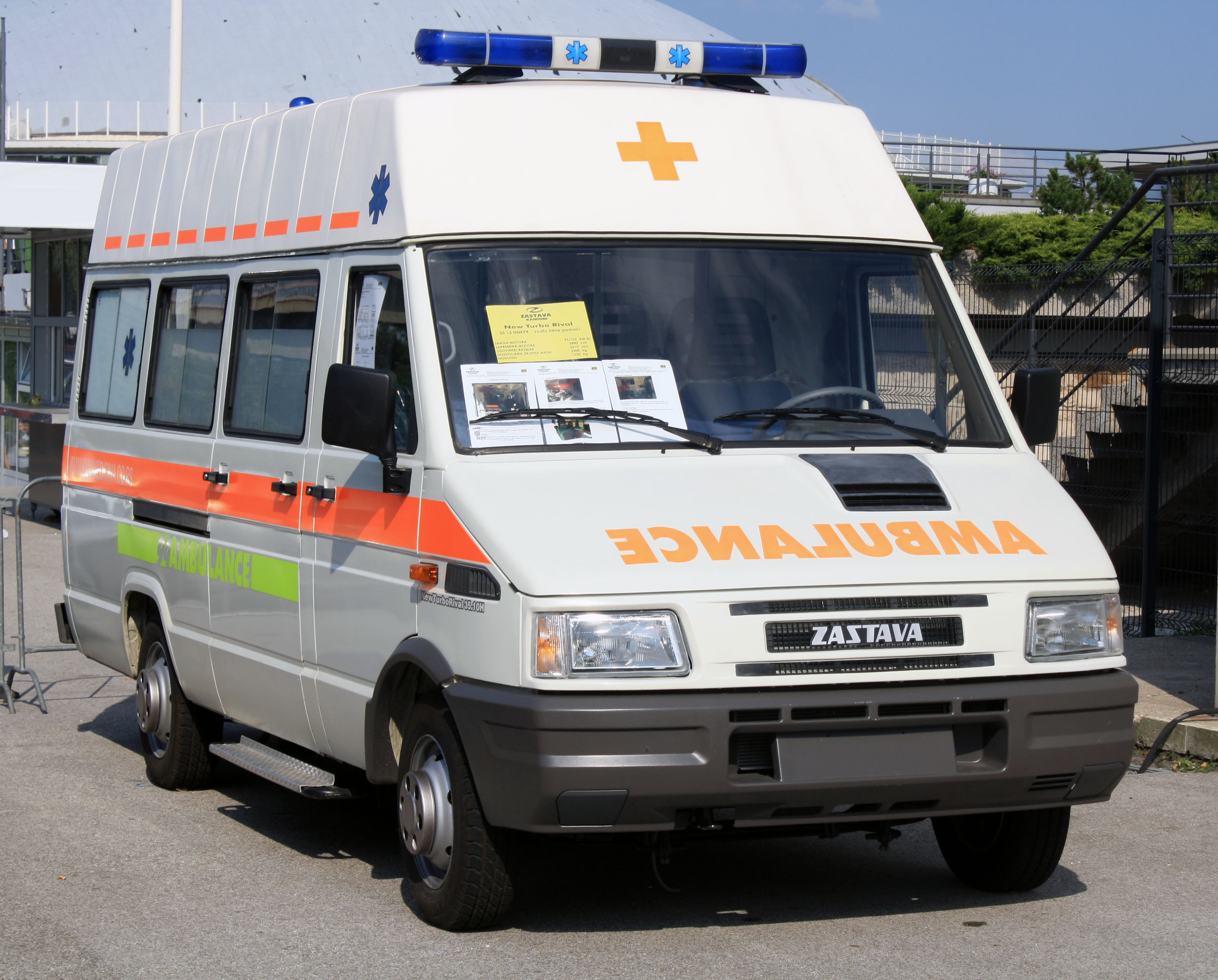
Zastava New Turbo Rival Panorama

Хоч з воріт заводу в Крагуєваці перестали сходити автомобілі марки Zastava, але, тим не менш, чотириколісна техніка з написом Zastava виготовляється донині, це давні Iveco Daily, які продаються під назвою Zastava New Turbo Rival, що випускаються підприємством Zastava Kamioni. А також пікапи Skala Poly з 1.1 л 61-сильним мотором, і Florida Poly з 1.3 л карбюраторним мотором, потужністю 65 к.с., що збираються в невеликій кількості незалежним з 2008 року підприємством Zastava Specijalna Vozila Sombor.

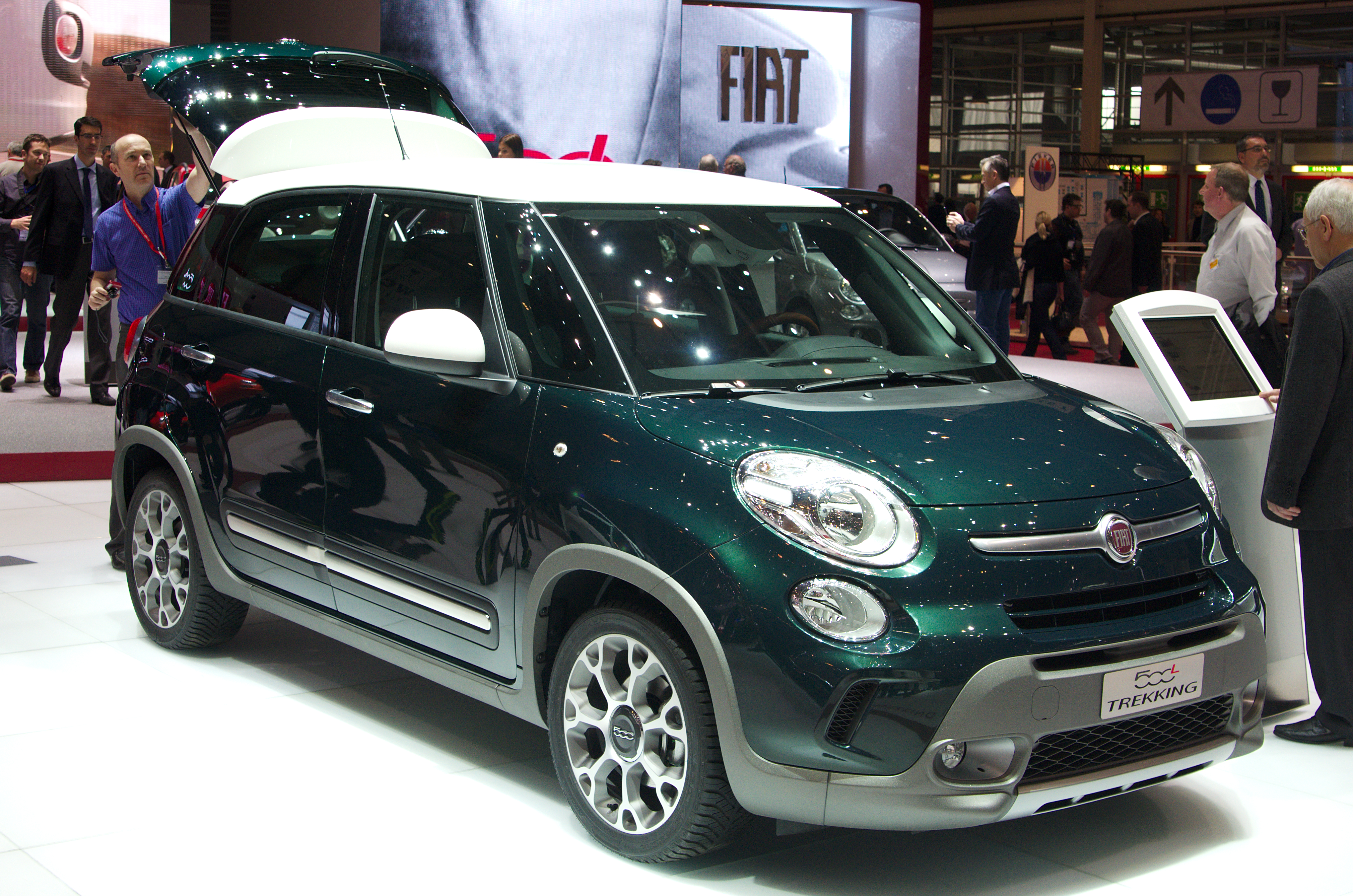
FIAT 500L, що виготовлявся італійською фірмою тільки в Сербії

У 2012 році FIAT Automobili Srbija на потужностях в Крагуєваці починає виробництво нової моделі FIAT — 500L, яка більше ніде не випускалася. Навесні 2013 року FIAT почав поставляти цю модель у США, тим самим через 21 рік продукція сербського заводу повернулася в США.

## Кіт-кари на базі Zastava
У 1985 році словенський інженер Роман Сушнік з Луковіце, що поруч з Любляною, вирішив створити кіт-кар, тобто набір для створення автомобіля, що було нетипово для соціалістичної країни. Донором послужили автомобілі, які можна було купити в комуністичній країні. Так амортизатори, гальма, лобове та заднє скло, сидіння, електропроводка, а також 1.1 л двигуни бралися від Zastava 101. Задня оптика бралася від VW Golf II, яка також збиралася в Югославії, бічні вікна робилися з оргскла. Сам кузов був виготовлений зі склопластику, складався він з 26 елементів, які одягалися на металевий каркас. Трансмісія була доопрацьована Сушніком, він брав за основу 4-ступінчасту коробку передач від Zastava 101, до якої він додавав п'яту передачу. Взагалі Сушнік поставив переробку коробок на потік, і зібрав близько 150 КПП з 1985 по 1987 рік.
Роман Сушнік називав машину Rosbil — назва, в якій ховалися слова Roman Sušnik Automobil. 1987 року, отримавши дозвіл на дрібносерійне виробництво, почалися продажі цього автомобіля. Всього було виготовлено 19 комплектів, два з них були оснащені 1.9 л турбодизелем від VW Golf II, ці версії він назвав Roboss. Виробляв Сушнік свої автомобілі до 1992 року. У наші дні він захоплюється легкою авіацією, яка як рушій використовує електродвигуни з високим крутним моментом власної конструкції.

## Список легкових автомобілів Zastava
- 1954 — Zastava AR51
  - Zastava Campagnola 1101
  - Zastava 1400BJ
  - Zastava 1100B
- 1955 — Zastava 600D
- 1959 — Zastava 1100 TF
  - Zastava 1100 T-2
- 1960 — Zastava 1100E
- 1961 — Zastava 1300
  - Zastava 1500
- 1964 — Zastava 750
- 1966 — Zastava 1100R
- 1968 — Zastava 125PZ
- 1970 — Zastava 750M
  - Zastava 1300F
  - Zastava 1500F
- 1971 — Zastava 128
  - Zastava 101
- 1976 — Zastava AR76
  - Zastava 1107JD
- 1979 — Zastava 750S
- 1980 — Zastava Jugo 45 (Yugo 45)
  - Zastava 850
- 1983 — Zastava 101-T
- 2002 — Zastava Koral In
  - Zastava Florida In
- 2006 — Zastava 10

## Список автомобілів Yugo
- 1984 — Yugo 45
  - Yugo 55
- 1987 — Yugo 1.1
  - Yugo 1.3
  - Yugo Koral
- 1988 — Yugo Cabrio
  - Yugo Skala 55
  - Yugo Skala 65
  - Yugo Florida
  - Yugo Uno
- 1992 — Yugo Tempo
- 2000 — Yugo Ciao